# Historia Polski (1918–1939)

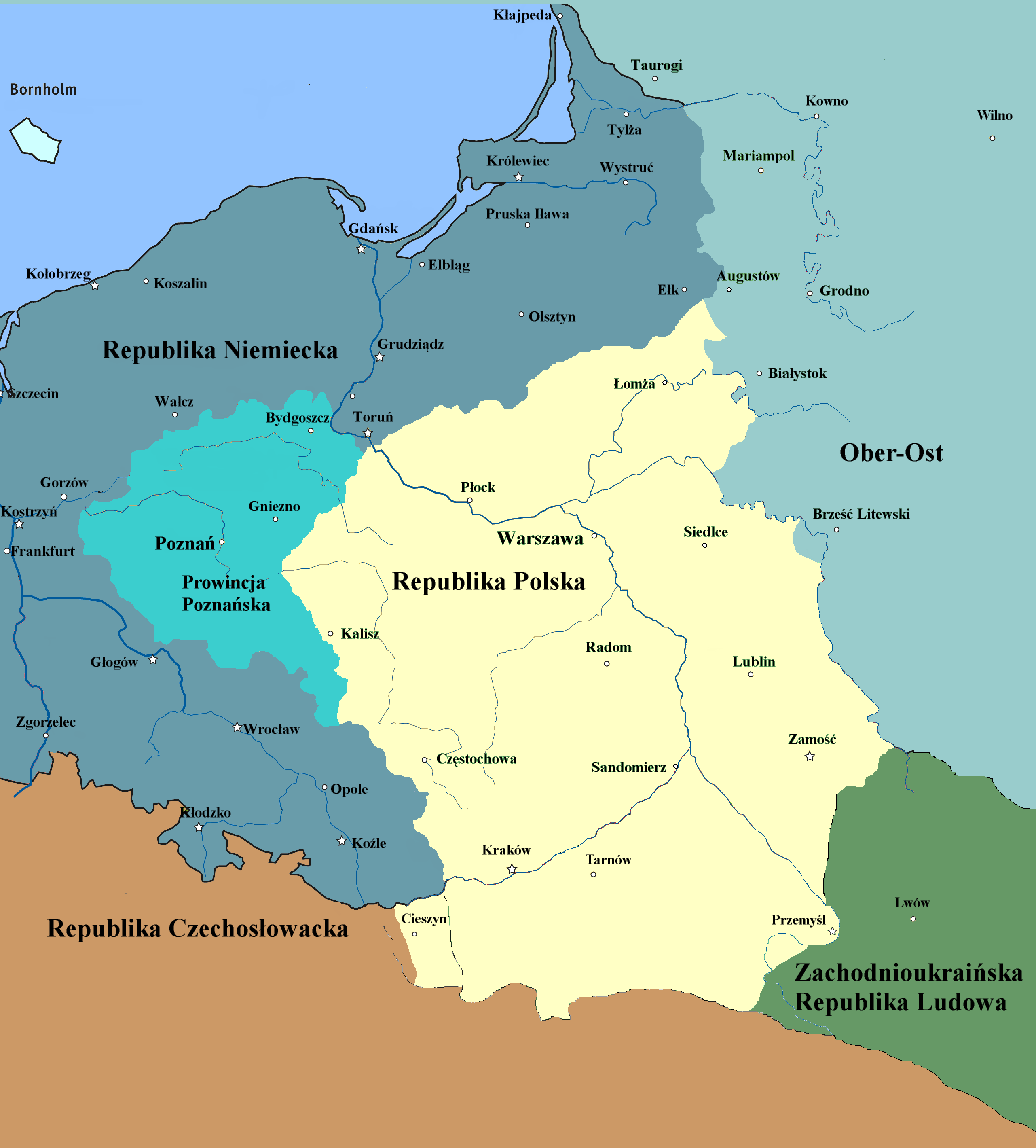
Republika Polska w połowie listopada 1918 roku

Polskie postulaty terytorialne na paryskiej konferencji pokojowej (Linia Dmowskiego) na tle mapy etnograficznej regionu i granic Rzeczypospolitej 1772

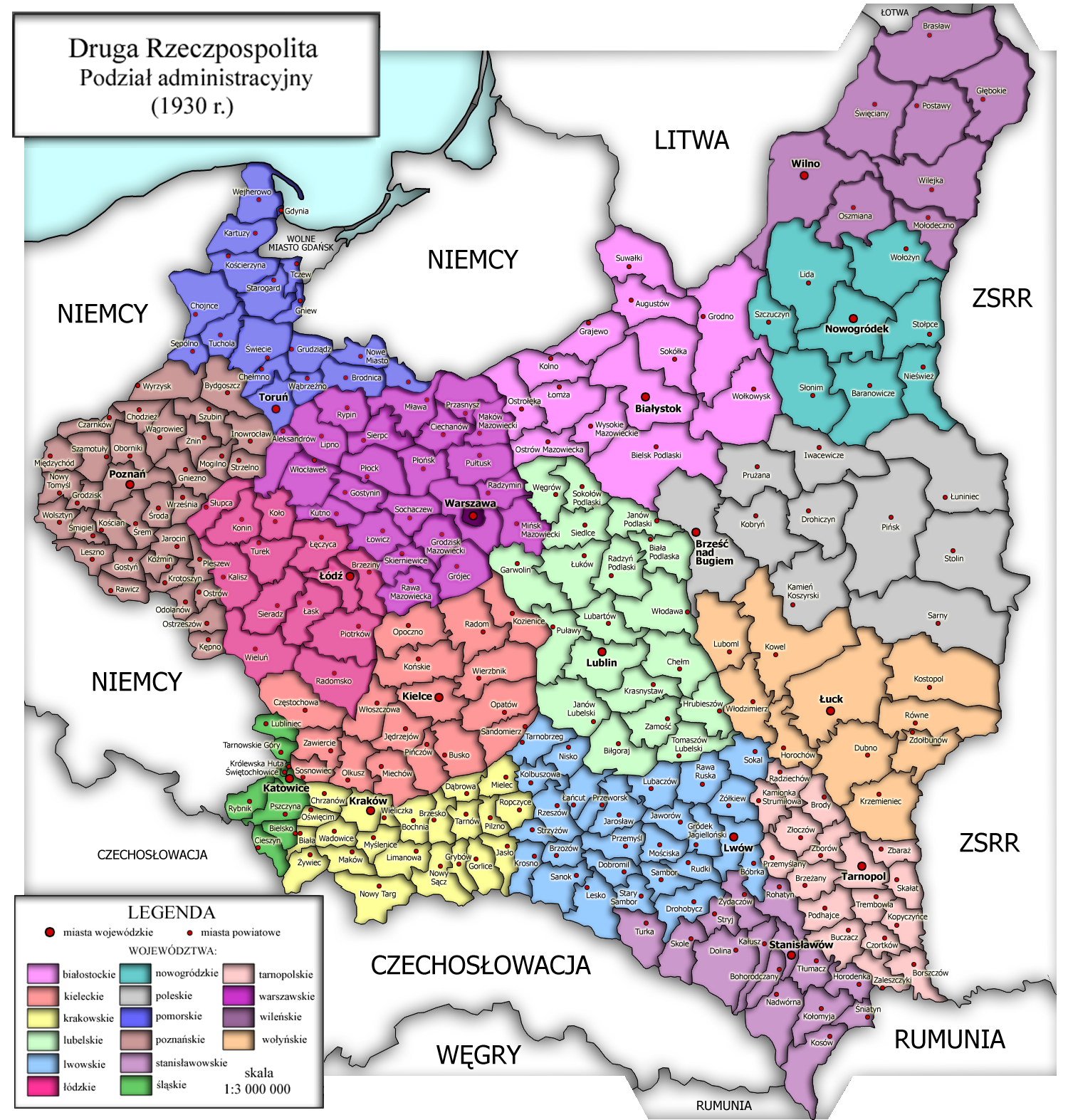
Podział administracyjny II Rzeczypospolitej w 1930 roku

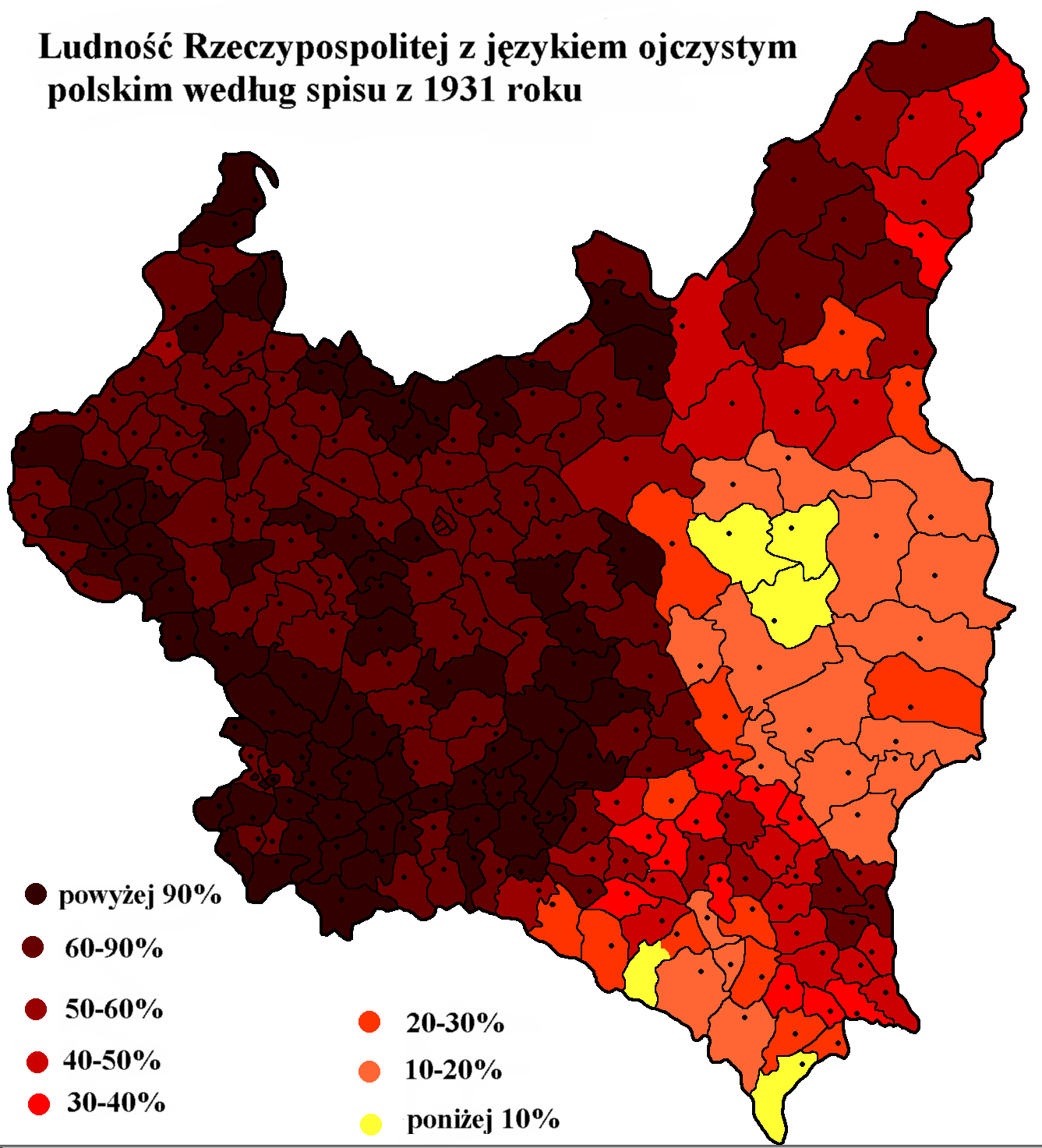
Ludność II Rzeczypospolitej, deklarująca język polski jako ojczysty, według spisu powszechnego 1931 roku

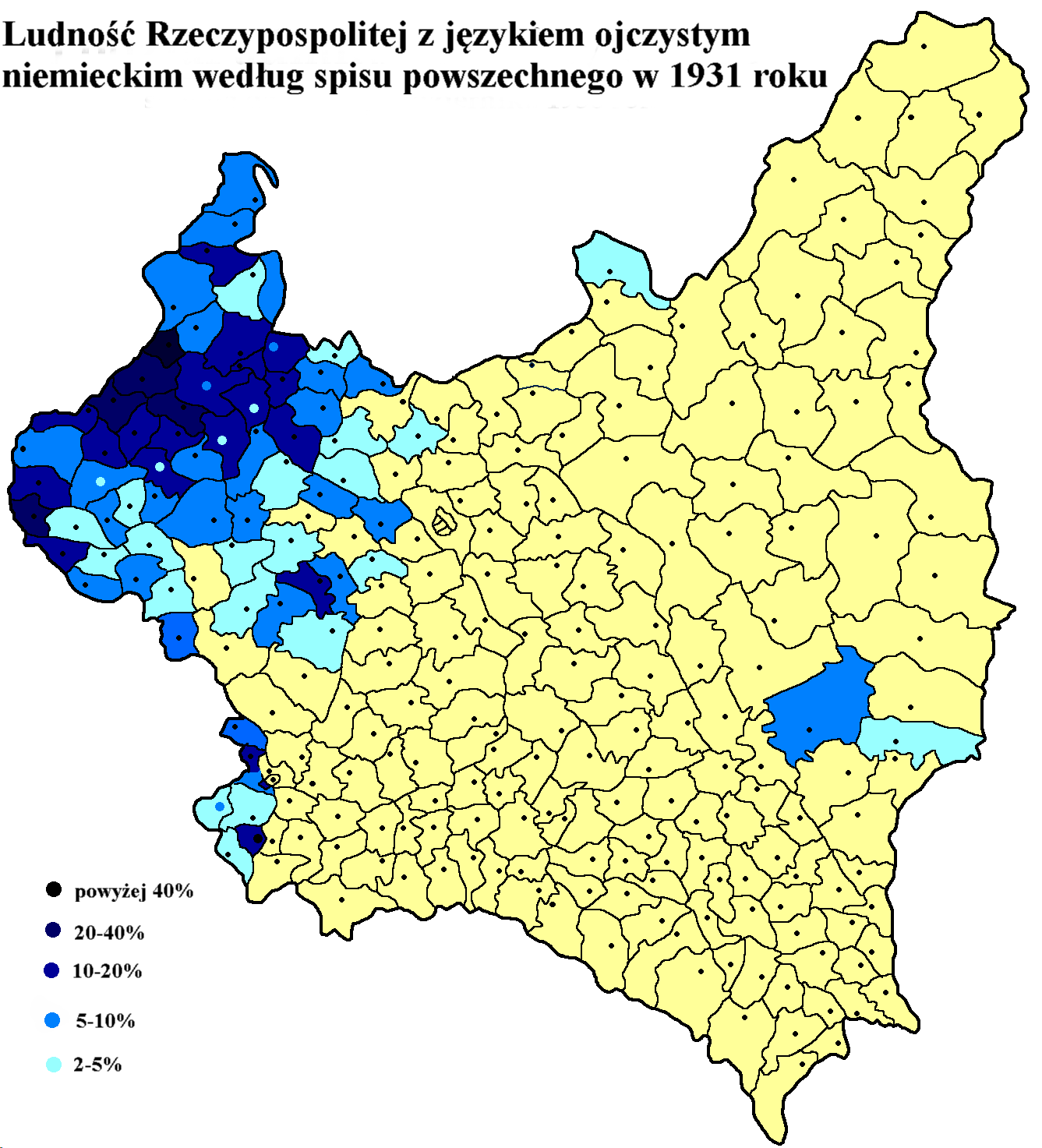
Ludność Rzeczypospolitej z językiem ojczystym niemieckim, według spisu powszechnego 1931 roku

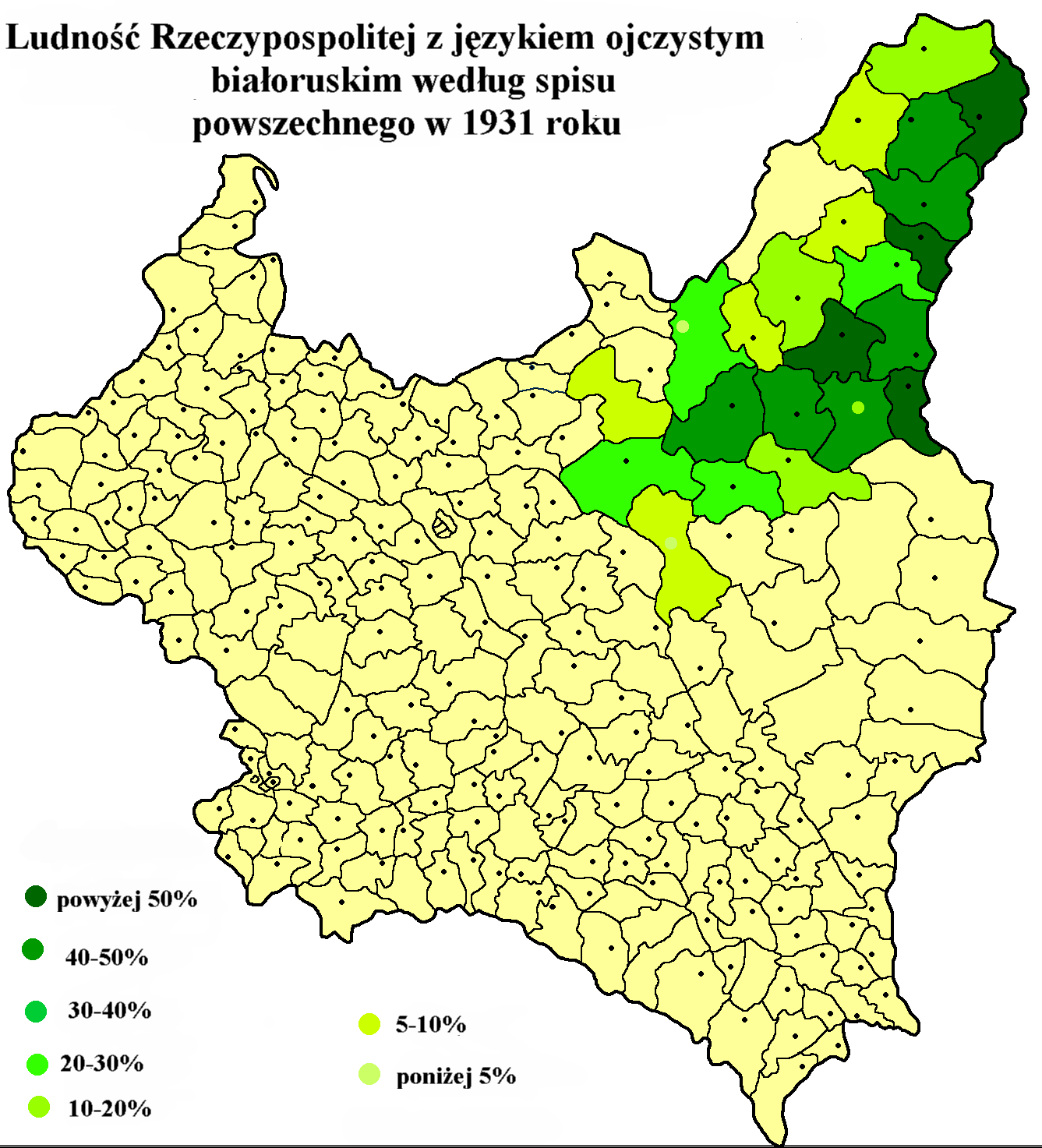
Ludność Rzeczypospolitej z językiem ojczystym białoruskim, według spisu powszechnego 1931 roku

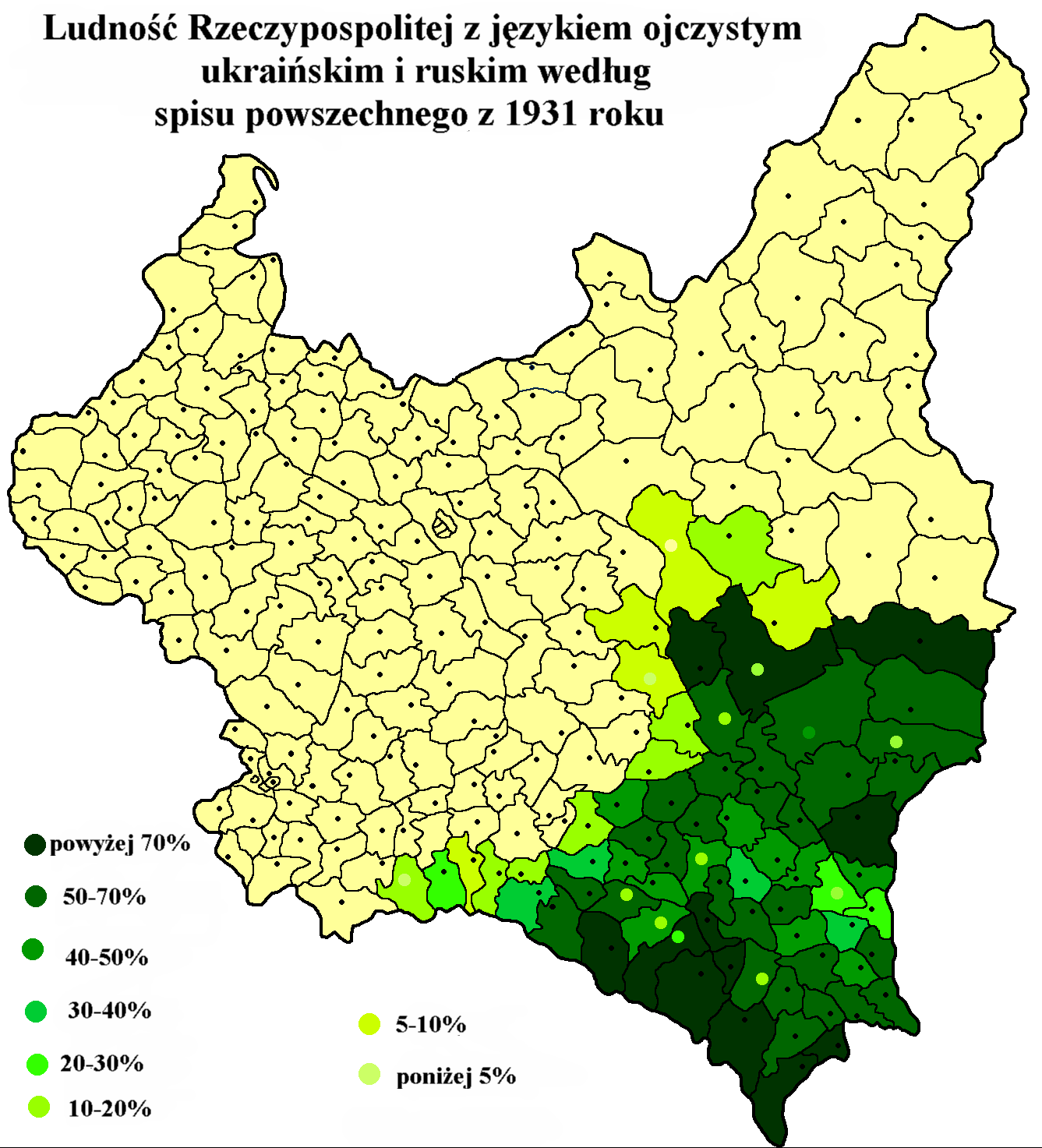
Ludność Rzeczypospolitej z językiem ojczystym ukraińskim i ruskim, według spisu powszechnego 1931 roku

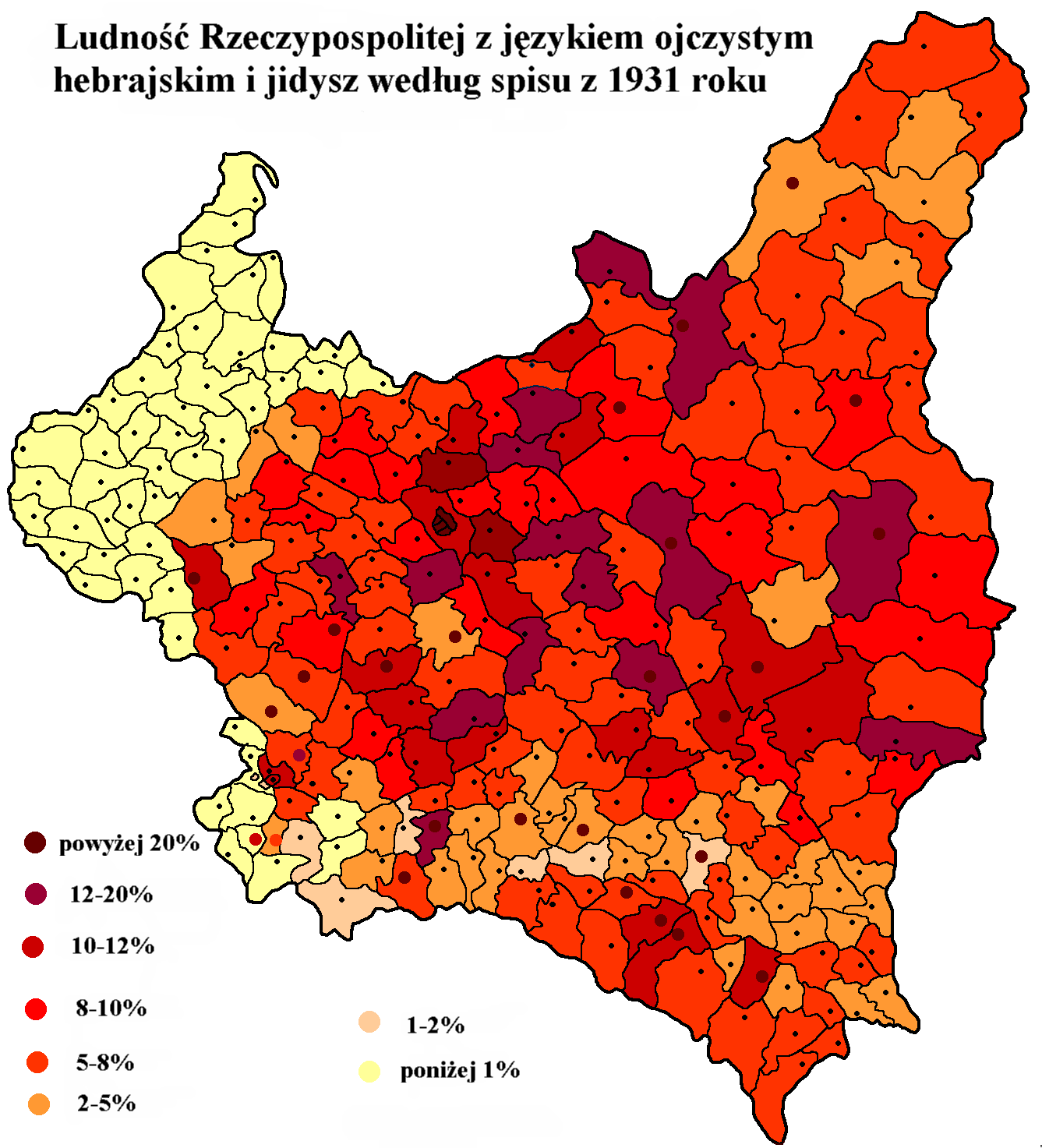
Ludność Rzeczypospolitej z językiem ojczystym hebrajskim i jidysz w 1931 roku

Historia Polski w latach 1918–1939 – historia Polski w dwudziestoleciu międzywojennym, od odzyskania niepodległości przez Polskę do zakończenia regularnych działań wojennych Wojska Polskiego przeciw Wehrmachtowi i Armii Czerwonej po agresji III Rzeszy i ZSRR na Polskę i przeniesienia siedziby władz II Rzeczypospolitej poza granice kraju w związku z okupacją terytorium kraju przez agresorów.
Rewolucja październikowa w Rosji i listopadowa w Niemczech doprowadziły do dalszego osłabienia zaborców, dzięki czemu szanse na utworzenie niepodległej Polski wzrosły. Dalszym krokiem do jej utworzenia był przyjazd do Warszawy Józefa Piłsudskiego i przekazanie mu władzy nad wojskiem przez Radę Regencyjną. W latach 1918–1921 na ziemiach polskich toczyło się sześć konfliktów zbrojnych, z czego tylko jeden zagrażał niepodległości – wojna polsko-bolszewicka.
Częste zmiany rządów gabinetowych, opartych na niekiedy chwiejnej większości parlamentarnej spowodowały w maju 1926 roku zamach stanu dokonany przez marszałka Józefa Piłsudskiego. Po tym wydarzeniu Polska zmieniła swój ustrój z parlamentarnego na prezydencko-autorytarny. Władzę przejęła tzw. sanacja. 1 września 1939 roku Rzeczpospolita została zaatakowana przez III Rzeszę. 17 września 1939 nastąpiła agresja ZSRR na Polskę. Atak był realizacją tajnego protokołu do paktu Ribbentrop-Mołotow. Terytorium II Rzeczypospolitej zostało okupowane przez Wehrmacht i Armię Czerwoną i wbrew prawu międzynarodowemu anektowane. Aneksja terytorium RP i ogłoszenie przez okupantów zaprzestania jej istnienia nie zostały uznane międzynarodowo. W czasie II wojny światowej ciągłość państwową II RP reprezentował Rząd RP na uchodźstwie, podległe mu Polskie Siły Zbrojne i dyplomacja, a w okupowanym kraju cywilne i wojskowe struktury Polskiego Państwa Podziemnego, działające nieprzerwanie od 27 września 1939 do końca wojny.
II Rzeczpospolita graniczyła z Niemcami (1918–1933 Republika Weimarska, 1933–1939 III Rzesza), Czechosłowacją (od 1938 ze Słowacją i Węgrami), Rumunią, ZSRR, Łotwą, Litwą i z eksklawą niemiecką (Prusy Wschodnie). Powierzchnia II RP wynosiła 389 720 km². Walutą obowiązującą na terenie całego kraju od 1920 roku była marka polska, a od kwietnia 1924 – złoty polski. II Rzeczpospolita liczyła 34,8 mln obywateli.

## Kształtowanie granic i ustroju II Rzeczypospolitej
W obliczu zbliżającej się klęski państw centralnych powstawały lokalne ośrodki władzy, które organizowały polską administrację, rozbrajały wroga i przejmowały własność obcego kapitału:
- Rada Narodowa Księstwa Cieszyńskiego (19 października 1918)
- Polska Komisja Likwidacyjna w Krakowie (28 października 1918) – Wincenty Witos
- Tymczasowy Komitet Rządzący we Lwowie (24 listopada 1918)
- Rada Delegatów Robotniczych w Lublinie, Dąbrowie Górniczej (5 listopada 1918)
- Naczelna Rada Ludowa w Poznaniu (10 listopada 1918) – Wojciech Korfanty, Władysław Seyda
- Republika Tarnobrzeska (listopad 1918) – Tomasz Dąbal, ks. Eugeniusz Okoń
- Republika Ostrowska, także Rzeczpospolita Ostrowska (10–26 listopada 1918)
- Tymczasowy Rząd Ludowy Republiki Polskiej w Lublinie (6 listopada 1918) – PPS, PPSD, PSL „Wyzwolenie”, POW; premier: Ignacy Daszyński – nie obejmował całego kraju, nieuznawany na arenie międzynarodowej

Podczas rewolucji listopadowej w Niemczech z twierdzy w Magdeburgu zostało uwolnionych grono więźniów politycznych, wśród nich Józef Piłsudski. 10 listopada 1918 roku przyjechał do Warszawy. Dzień później została przekazana mu władza nad wojskiem oraz powierzona misja utworzenia rządu narodowego. 14 listopada Rada Regencyjna rozwiązała się, a Piłsudski przejął pełnię władzy nad krajem. Tymczasowy Rząd Ludowy Republiki Polskiej w Lublinie zapowiedział przeprowadzenie reform społecznych (8-godzinny dzień pracy, upaństwowienie wielkich majątków, swobody demokratyczne, zwołanie Sejmu Ustawodawczego). Do spełnienia założeń tego rządu nie doszło, gdyż ustąpił po rozmowach z Tymczasowym Naczelnikiem Państwa. Rząd Ignacego Daszyńskiego podobnie jak kolejnego premiera Jędrzeja Moraczewskiego, który przeprowadził część reform społecznych poprzednika i wprowadził ubezpieczenia społeczne, został uznany za „zbyt lewicowy” i niepoparty na arenie międzynarodowej. Według dekretu rządu Moraczewskiego, Tymczasowy Naczelnik Państwa mianował rząd odpowiedzialny przed nim i zatwierdzał ustawy. 28 listopada 1918 roku została wprowadzona demokratyczna ordynacja wyborcza do Sejmu Ustawodawczego, którego zadaniem było uchwalenie konstytucji.

### Zamach Januszajtisa, rząd Ignacego Jana Paderewskiego
4 stycznia na 5 stycznia 1919 doszło do nieudanego zamachu stanu zorganizowanego przez środowiska endeckie, który miał na celu obalenie rządu Jędrzeja Moraczewskiego. Inicjatorami zamachu stanu byli m.in. pułkownik Marian Januszajtis-Żegota oraz książę Eustachy Sapieha. Spiskowcy aresztowali ministrów rządu którzy zostali jednak odbici przez siły rządowe po kilku godzinach. Sami organizatorzy zamachu zostali jedynie odsunięci na pewien czas z armii po pewnym czasie powracając do kariery. 16 stycznia 1919 roku do władzy doszedł rząd Ignacego Paderewskiego. Miał on silne poparcie wszystkich sił politycznych, jak również Komitetu Narodowego Polski w Paryżu.
26 stycznia rząd Paderewskiego przeprowadził wybory do Sejmu Ustawodawczego, następnie Paderewski wziął udział w konferencji pokojowej w Paryżu. Nowo powstałą Rzeczpospolitą na konferencji pokojowej w Paryżu reprezentowali: Roman Dmowski, Władysław Grabski oraz Ignacy Paderewski. Pierwszy raz swoją koncepcję granic 29 stycznia 1919 roku przedstawił Roman Dmowski. W swoim pięciogodzinnym przemówieniu Roman Dmowski przedstawił problemy wewnętrzne i międzynarodowe Polski oraz zaprezentował zakres roszczeń terytorialnych wobec byłych zaborców. Zdaniem przedstawicieli II Rzeczypospolitej, Polska powinna mieć odpowiednio duże terytorium oraz odpowiednio dużą liczbę ludności, aby móc się obronić zarówno ze wschodu – przed Rosją Radziecką – jak i z zachodu przed Niemcami.
Rząd Ignacego Paderewskiego stanął przed trudnym zadaniem odbudowy i zjednoczenia ziem polskich. Wojsko Polskie zlikwidowało powołaną w 1918 roku przez komunizujących działaczy ludowych Republikę Tarnobrzeską.

### Wybory parlamentarne 1919 roku, Sejm Ustawodawczy (1919–1922)
10 lutego 1919 roku otwarty został Sejm RP. W wyborach do sejmu udział wzięła większość partii politycznych, wybory zbojkotowała KPP, która uważała, że wojna światowa przerodzi się w rewolucję robotniczą. Sejm uchwalił Małą Konstytucję mającą obowiązywać do uchwalenia konstytucji. Władzę w Polsce sprawować miał formalnie Naczelnik Państwa Józef Piłsudski, a rzeczywista władza leżeć miała w rękach Sejmu, przed którym odpowiadał rząd i Naczelnik Państwa.

### Komunistyczna Partia Robotnicza Polski
Utworzona na polecenie Moskwy w 1918 roku Komunistyczna Partia Robotnicza Polski, powstała z połączenia SDKPiL i PPS-Lewicy. Na zjeździe zjednoczeniowym partia przyjęła platformę programową, która zakładała: zapobieżenie wyzwoleniu dzielnicy pruskiej (Śląsk, Poznańskie i Pomorze), gdyż osłabiłoby to Niemcy, w których zatriumfować miała rewolucja bolszewicka. Postulowano opanowanie Rad Delegatów Robotniczych by stworzyć konkurencyjny dla rządu polskiego ośrodek władzy rewolucyjnej, który z Kongresówki i ewentualnie Galicji Zachodniej utworzyłby jedną z Republik Rad, włączoną do Rosyjskiej Federacyjnej Socjalistycznej Republiki Radzieckiej. Zalecano pogłębianie w kraju stanu wrzenia i nieładu, prowadzenie propagandy przeciwko wyborom do Sejmu i reformie rolnej. Przeciwstawiano się tworzeniu Wojska Polskiego, gdyż utrudniłoby to zwycięstwo rewolucji w Niemczech i byłoby przeszkodą dla Armii Czerwonej w „wyzwalaniu” Litwy, Białorusi i Ukrainy.
W pierwszych latach kształtowania Polski zmieniło się położenie Żydów, którym nacjonaliści zarzucali sympatie probolszewickie. W czasie walk z Rosją i Ukrainą Radziecką doszło do pogromów m.in. we Lwowie, Wilnie i Pińsku. Raport Morgenthaua ustalił, że na przełomie roku 1918/1919 w wyniku zajść antysemickich doszło do śmierci 280 osób.

### Polska na konferencjach międzynarodowych

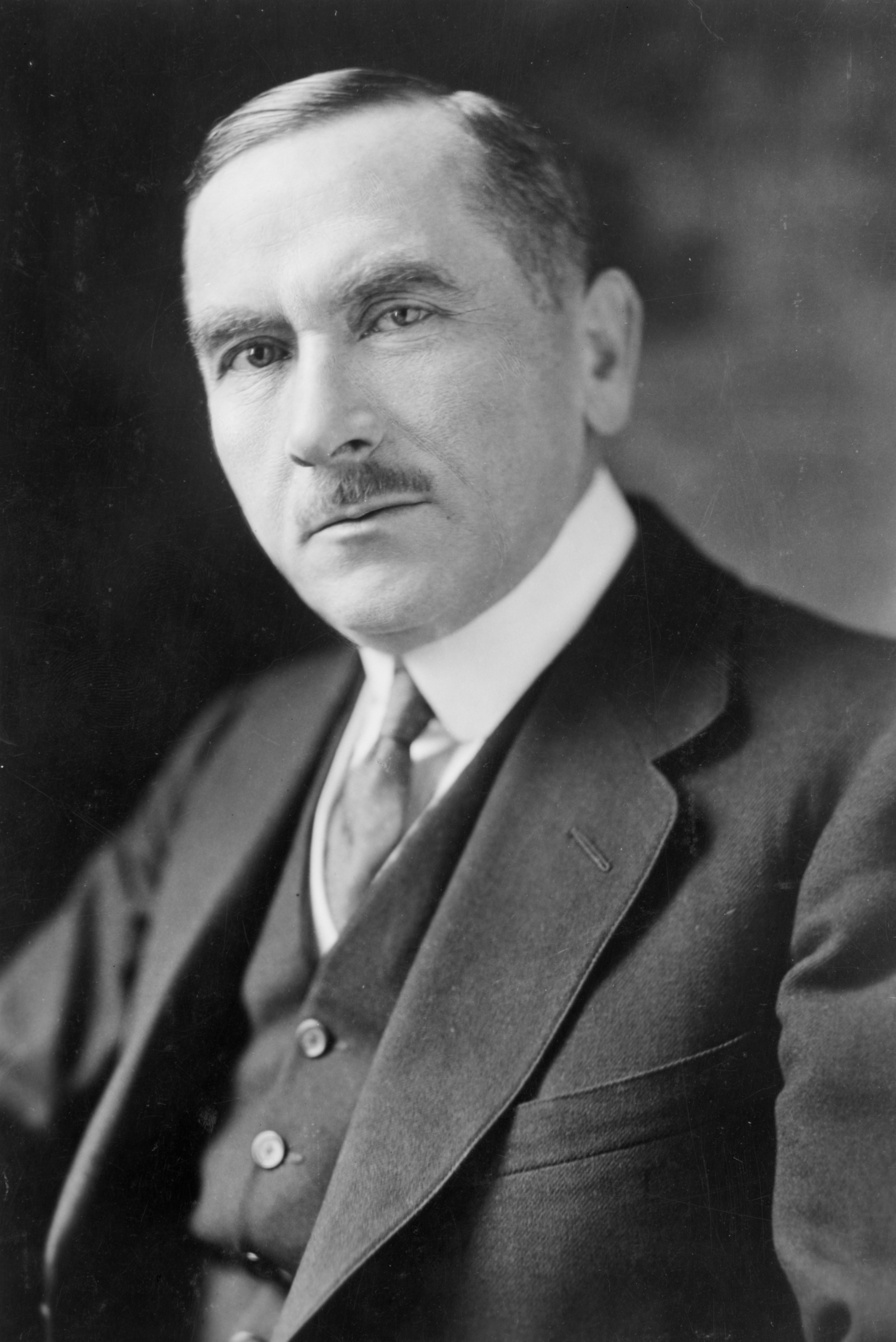
Roman Dmowski

Reprezentanci proponowali przyznanie Polsce ziem I zaboru pruskiego i ziem, na których ludność czuje przynależność do Rzeczypospolitej, ale bez tych, na których poczucie narodowościowe osłabło po rozbiorach. Pomiędzy delegatami istniały pewne różnice zdań co do granicy wschodniej. Grupa reprezentantów była za ustanowieniem federacji z Litwą, Białorusią, a w przyszłości także z Ukrainą. Roman Dmowski domagał się jednak przyłączenia do Polski terenów, które będzie w stanie wchłonąć. Ostro sprzeciwiał się utworzeniu federacji, gdyż uważał, iż osłabi ona Rzeczpospolitą. Premier Wielkiej Brytanii zakwestionował przekazanie Polsce Górnego Śląska oraz oderwania od Prus Wschodnich Gdańska wraz z czterema powiatami na prawym brzegu Wisły – tzw. okręgu kwidzyńskiego. David Lloyd George miał powiedzieć, że prędzej oddałby „małpie zegarek” niż Polsce Górny Śląsk. Ostatecznie, jak zostało zapisane w traktacie wersalskim na Górnym Śląsku odbył się plebiscyt, a Gdańsk ustanowiono wolnym miastem.

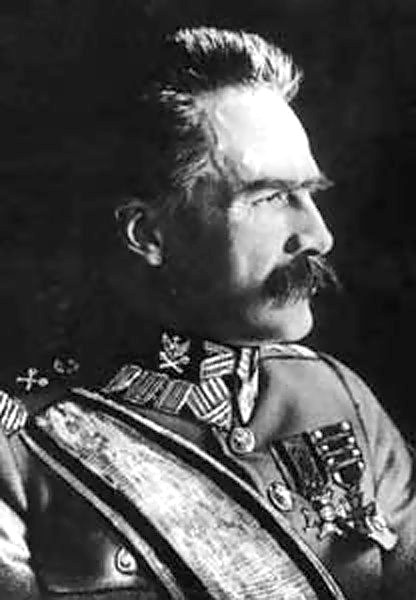
Józef Piłsudski

Ponieważ traktat wersalski określał w znacznej części tylko granicę zachodnią, wschodnia podlegała formowaniu przez kolejne 3 lata od uzyskania niepodległości. Koncepcja Józefa Piłsudskiego (program federacyjny) zakładała utworzenie federacji wraz z Litwą, Białorusią, a w przyszłości również z Ukrainą. Państwa te miały stanowić zaporę przed najazdem wojsk bolszewickich. Koncepcja Romana Dmowskiego (inkorporacyjna) opierała się na wchłonięciu przez Rzeczpospolitą terenów rdzennie polskich oraz tych, na których ludność polska przeważa. Mniejszości narodowe miały zostać poddane asymilacji. Obie koncepcje upadły po podpisaniu traktatu ryskiego kończącego wojnę polsko-bolszewicką. Ponieważ republiki Białorusi i Ukrainy zostały rozdarte pomiędzy Polskę a Rosję Radziecką, nie było możliwe utworzenie wraz z nimi federacji, natomiast przyznane Polsce tereny nie spełniały założeń koncepcji inkorporacyjnej.

### Walka o granicę zachodnią
27 grudnia 1918 roku w Poznaniu wybuchło powstanie będące odpowiedzią na niemiecką manifestację, podczas której dokonywano palenia flag polskich i alianckich. Wystąpienie ludności niemieckiej spowodowane było przyjazdem do miasta Ignacego Paderewskiego – przywódcy Komitetu Narodowego Polski w Paryżu. Powstanie trwało do 16 lutego 1919 roku, zakończyło się rozejmem w Trewirze. Początkowo, na mocy tego rozejmu, a później traktatu wersalskiego do Polski włączono prawie całą Wielkopolskę.
Seria powstań śląskich rozpoczęła się w sierpniu 1919 roku. I powstanie śląskie spowodowane było masakrą w mysłowickiej kopalni. W kolejnych jasno manifestowano „polskość” Górnego Śląska. W wyniku próby niesprawiedliwego podziału regionu wybuchło ostatnie powstanie, po którym korzystniej dla Polski podzielono teren plebiscytowy. Władze polskie zajęte sytuacją na wschodzie oficjalnie nie poparły powstań, pomimo że obszar był ważny pod względem gospodarczym dla kraju. Do dziś budzi to kontrowersje na Górnym Śląsku.
Konflikt polsko-czechosłowacki rozpoczął się 23 stycznia 1919 roku atakiem Czechów na Śląsk Cieszyński. 26 stycznia Czesi zajęli Cieszyn. Polskie siły wycofały się na linię Wisły i tam zorganizowały pozycje. W dniach 28–30 stycznia Czesi przypuścili ofensywę na Skoczów, gdzie miało siedzibę dowództwo polskiego Frontu Śląskiego. Polskie oddziały pod dowództwem Franciszka Latinika, znacznie mniej liczne od sił czeskich, odparły atak. Po niepowodzeniu ofensywy na wniosek czeski doszło do zawieszenia broni. Początkowo na Śląsku Cieszyńskim miał odbyć się plebiscyt, ale ostatecznie 28 lipca 1920 roku spór rozstrzygnięto arbitrażem państw sprzymierzonych (Rada Ambasadorów). Polska otrzymała 44% ziem (1002 km² – 139,6 tys. mieszkańców), natomiast Czechosłowacja 1280 km², które zamieszkiwało 295,2 tys. osób, w tym 150 tys. mniejszości polskiej. Drobne konflikty na Spiszu i Orawie trwały do 1925 roku.

### Walka o granicę wschodnią
Ponieważ wschodnia granica Polski nie została uwzględniona w traktacie wersalskim, ustanowiła ją walka zbrojna.
Wojna ukraińska, która rozpoczęła się w pierwszych dniach listopada 1918 roku, a zakończyła upadkiem Zachodnioukraińskiej Republiki Ludowej w lipcu 1919 roku, doprowadziła do ustanowienia władzy polskiej na terenie Galicji Wschodniej, aż po rzekę Zbrucz. Konflikt rozpoczął się podczas obrony Lwowa (uważanego za polski) przez studentów i uczniów tego miasta – Orlęta Lwowskie.
Wojna z Rosją Radziecką rozpoczęła się nieoczekiwanym starciem 14 lutego 1919 roku nieopodal miasteczka Mosty koło Szczuczyna. Starcia trwały przez 2 lata do marca 1921 roku, kiedy podpisano porozumienie zwane pokojem ryskim. Na jego podstawie ustalono granicę polsko-radziecką, dodatkowo Polska miała odzyskać dzieła sztuki i kultury oraz otrzymać 30 mld rubli – nigdy do tego nie doszło.
Gdy latem 1920 roku bolszewicy zdecydowali się przekazać Wilno Litwinom, ci natychmiast chcieli uczynić je swoją stolicą. Poparły to mocarstwa zachodnie. Tymczasem samo Wilno, jak i znaczne obszary wokół niego zamieszkiwali Polacy, którzy chcieli włączenia Wileńszczyzny do Polski. Początkowo władze polskie miały nadzieję, iż spór uda się rozwiązać poprzez wznowienie tradycji przedrozbiorowej Rzeczypospolitej Obojga Narodów i nakłonienie Litwinów do budowy państwa na zasadach federacji. Litwa zdecydowanie odmówiła. 12 października 1920 roku gen. Lucjan Żeligowski zajął Wilno i ogłosił powstanie Litwy Środkowej. 24 marca 1922 roku Sejm Wileński włączył Wileńszczyznę do Polski, co spowodowało zerwanie stosunków dyplomatycznych przez Republikę Litwy ze stolicą w Kownie.

## Polska w latach 1921–1926

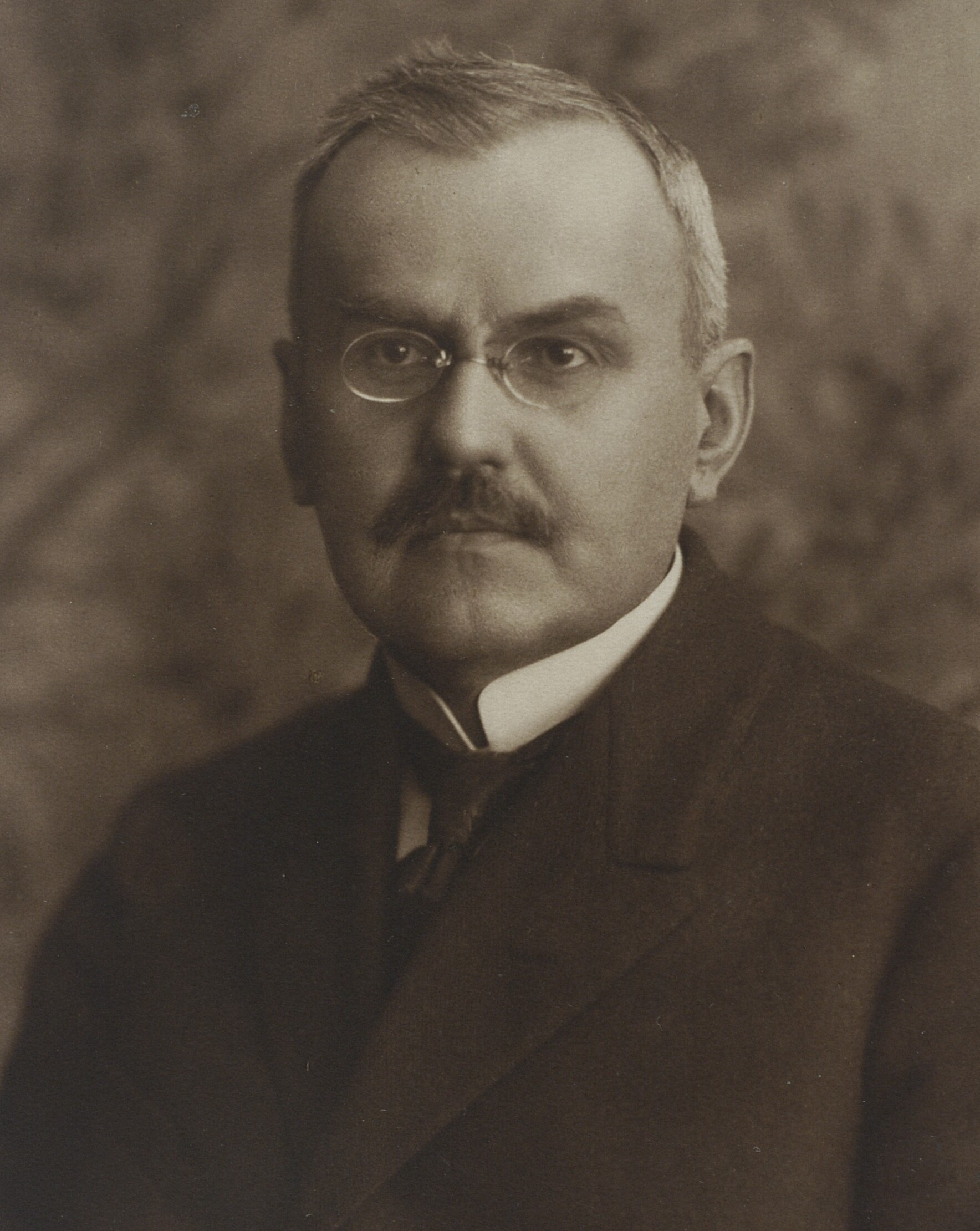
Władysław Grabski, minister skarbu oraz dwukrotny premier II Rzeczypospolitej, autor reformy walutowej w 1924 roku, która wprowadziła nową, w pełni wymienialną walutę polską – złotego

Nowo powstała Polska związana z traktatem wersalskim starała się ściśle współpracować z państwami zainteresowanymi jego utrzymaniem. Już w 1921 roku Polska zawarła sojusz militarny z Francją i Rumunią. Układ z Francją miał na celu przeciwdziałanie spodziewanej rewizji traktatu przez Niemcy. Sojusz polsko-rumuński miał wzmacniać oba kraje w obliczu ZSRR. II Rzeczpospolita stała się członkiem Ligi Narodów. Najważniejszym zadaniem po odzyskaniu niepodległości była budowa nowoczesnego państwa. Podstawowym problemem były różne instytucje państwowe, przepisy prawne, języki, religie, narodowości i waluty na terenie Rzeczypospolitej.
Sytuacja wewnętrzna była napięta, narastała fala strajków: w 1921 było to 720 strajków z 497 tys. strajkujących, w 1922 już 800 strajków i 607 tys. uczestniczących, w 1923 odpowiednio 1273 strajki i 849 tys. strajkujących. Choć oficjalnie prawa mniejszościom gwarantowały artykuły 95, 101 i 110 konstytucji marcowej, w praktyce były one łamane. W 1922 roku Blok Mniejszości Narodowych wziął udział w wyborach parlamentarnych, zdobywając 16% głosów. Głównymi mniejszościami narodowymi zamieszkującymi ówczesną Polskę byli Żydzi i Ukraińcy. W II RP mieszkały też inne mniejszości: Białorusini (dwa miliony), Niemcy (milionowa społeczność) oraz mniej liczni Czesi i Rosjanie. Po 1924 roku rozpoczęto represje Białorusinów, język białoruski włączono w alfabet łaciński, a szkoły białoruskie przekazywano Polakom. O prawa Niemców dbała Rada Niemców w Polsce. W Polsce działała współpracująca z PPS-em Niemiecka Socjalistyczna Partia Robotnicza powstała w 1925 roku z mniejszych partii socjalistycznych.
Polscy Żydzi tworzyli społeczność liczącą trzy miliony ludzi. Żydzi tworzyli własny system szkolnictwa, powstały szkoły CJSZO uczące w języku jidysz czy szkoły polsko-hebrajskie JAWNE. Istniały żydowskie samorządy kahały. Ukazywała się prasa żydowska m.in. „Chwila”, „Nowy Dziennik”, „Nasz Przegląd”. Żydzi byli politycznie skupieni głównie w organizacjach syjonistycznych i socjalistycznych. W polskim senacie i sejmie zasiadały reprezentacje ludności żydowskiej, polscy Żydzi działali w polskich partiach politycznych głównie w lewicowych PPS i KPP. W Polsce działały żydowskie partie polityczne, syjonistyczne Mizrachi, Hitachdut, socjalistyczne Poalej Syjon i Bund.
Mniejszość ukraińska skupiona była w szeregu partii politycznych, istniały ukraińskie partie socjalistyczne, radykalne, liberalne i narodowe. Umiarkowani narodowcy skupieni byli w Ukraińskim Zjednoczeniu Narodowo-Demokratycznym. Socjaliści działali w Ukraińskiej Partii Socjal-Demokratycznej działającej we współpracy z PPS. Rozłamowcy proradzieccy z USDP zasilili ukraińskie podziemie komunistyczne. Drugą z partii socjalistycznych była Ukraińska Socjalistyczno-Radykalna Partia. Narodowcy i demokraci z Ukraińskiego Narodowo-Demokratycznego Zjednoczenia i socjaliści z Ukraińsko Socjalistyczno-Radykalnej Partii działali w życiu parlamentarnym, jednak nacjonaliści skupieni w nielegalnej Ukraińskiej Organizacji Wojskowej wstąpili na drogę terrorystyczną.
W 1921 roku ukraińscy nacjonaliści zorganizowali nieudany zamach na Józefa Piłsudskiego. Już w 1922 roku doszło do akcji dywersyjno-terrorystycznych UWO. W październiku tego roku UWO wystawiła 50 osobowy oddział partyzancki.
2 lutego 1921 roku władze II RP zdecydowały się na podpisanie sojuszu z Francją. Układ ten został nieoficjalnie wymierzony przeciwko Republice Weimarskiej na wypadek jej „odrodzenia”. Dokładnie miesiąc później zawarto sojusz z Rumunią. Ten skierowany był przeciw Związkowi Radzieckiemu.
W 1924 roku na V Zjeździe Kominternu przegłosowano rezolucję wzywającą do przyłączenia Galicji Wschodniej do Związku Radzieckiego.
15 kwietnia 1924 powstał Bank Polski Spółka Akcyjna – bank prywatny z prawem emisji z siedzibą w Warszawie.

## Przewrót majowy

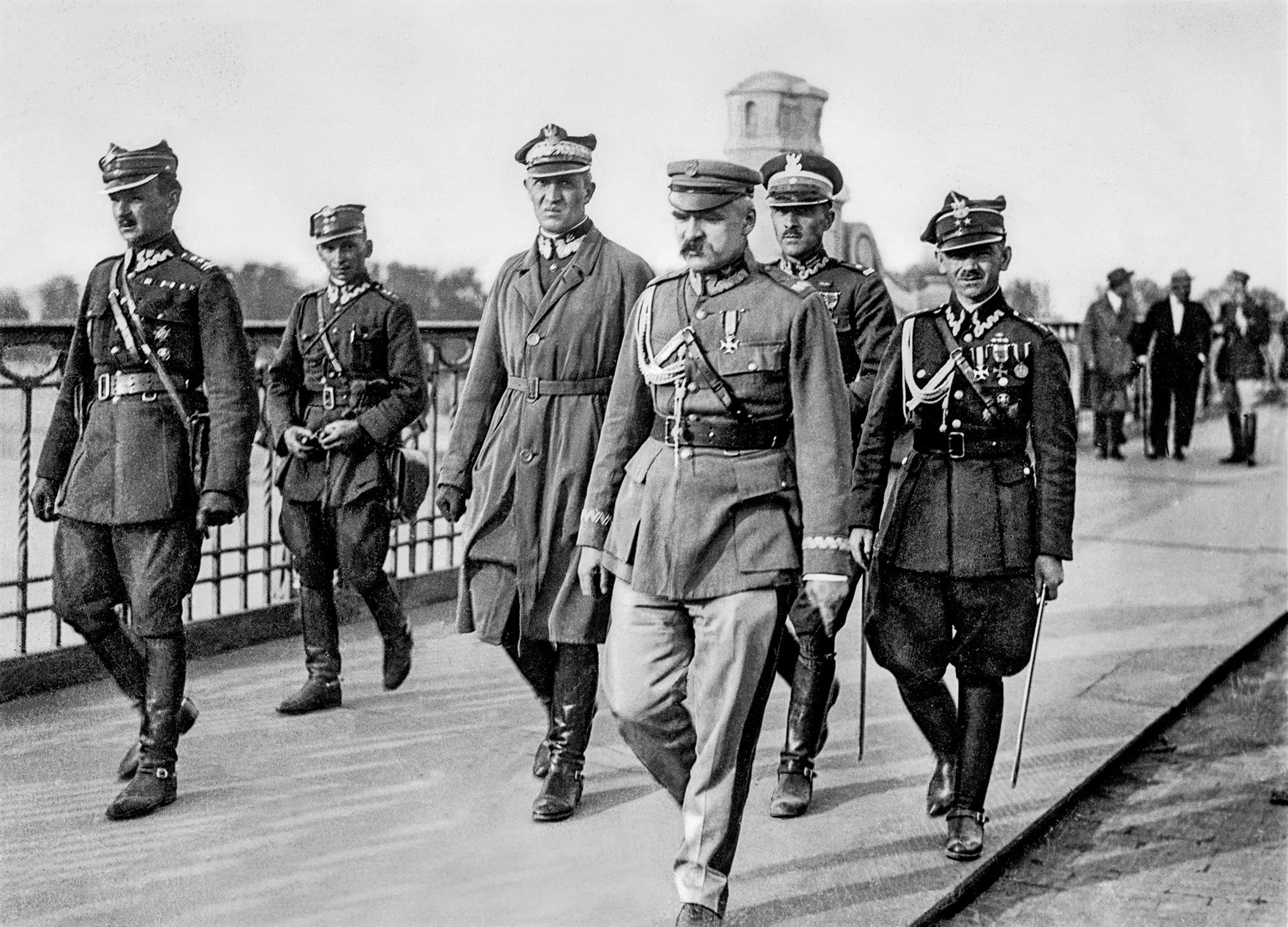
Marszałek Józef Piłsudski na Moście Poniatowskiego w czasie przewrotu majowego 1926 roku

Główną przyczyną przewrotu majowego była krytyczna sytuacja rządu. Po upadku drugiego gabinetu Władysława Grabskiego władzę przejął nowy premier – Aleksander Skrzyński. Koalicja tworzona przez niego opierała się na Narodowej Demokracji, Chrześcijańskiej Demokracji, Narodowej Partii Robotniczej, PSL „Piast” oraz Polskiej Partii Socjalistycznej. Kolidująca ze sobą wizja polityki gospodarczej prawicy i lewicy była nie do zrealizowania podczas trwania tej koalicji. Pierwsza z rządu wystąpiła sympatyzująca z Piłsudskim PPS. Do władzy doszedł rząd chadecji, endecji, PSL „Piast” oraz Narodowej Partii Robotniczej pod przewodnictwem Wincentego Witosa. Zewnętrzną przyczyną przewrotu była wojna celna z Niemcami rozpoczęta w 1925 roku. 24 kwietnia 1926 roku Związek Socjalistycznych Republik Radzieckich i Niemcy zawarły układ o przyjaźni i neutralności. Zostało to odebrane w Warszawie jako groźba kolejnego rozbioru Polski.
W nocy z 11. na 12 maja marszałek Piłsudski przejął dowództwo nad częścią oddziałów z warszawskiego garnizonu. 12 maja zajęto mosty na Wiśle w stolicy. Legalny rząd ogłosił w mieście stan wyjątkowy. Popołudniem na moście Poniatowskiego doszło do spotkania prezydenta Stanisława Wojciechowskiego z Józefem Piłsudskim. Bezpośredniej rozmowy nikt nie słyszał. Przypuszcza się jednak, iż marszałek wzywał do dymisji władz. Około godz. 19 rozpoczęły się pierwsze walki. 14 maja PPS ogłosiła strajk generalny na kolei, blokując tym samym przyjazd z Wielkopolski popierających prezydenta i premiera wojsk. Trzeci rząd Wincentego Witosa podał się do dymisji, a wraz z nim Stanisław Wojciechowski. Tymczasowo funkcję prezydenta przejął marszałek Sejmu Maciej Rataj. Walki zakończyły się. Poległo 379 osób, w tym 164 cywilów.
W wyniku zamachu powstał pierwszy rząd Kazimierza Bartla. W ostatnim dniu maja Zgromadzenie Narodowe wybrało Józefa Piłsudskiego na prezydenta. Ten jednak nie przyjął funkcji, a na jego miejsce został powołany Ignacy Mościcki.

## Polska w latach 1926–1935

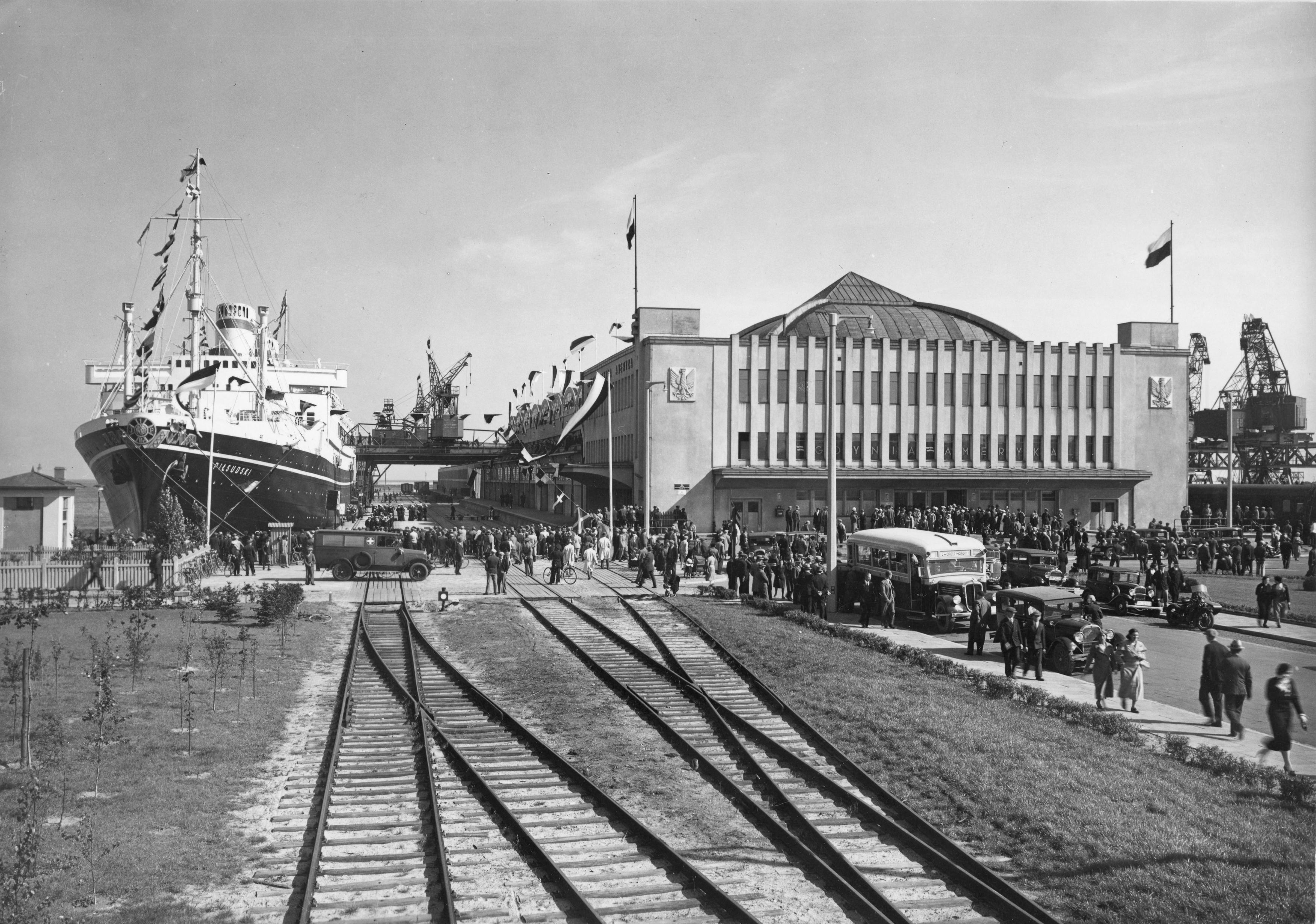
Dworzec Morski w Gdyni, lata 30. – na nabrzeżu transatlantyk MS Piłsudski

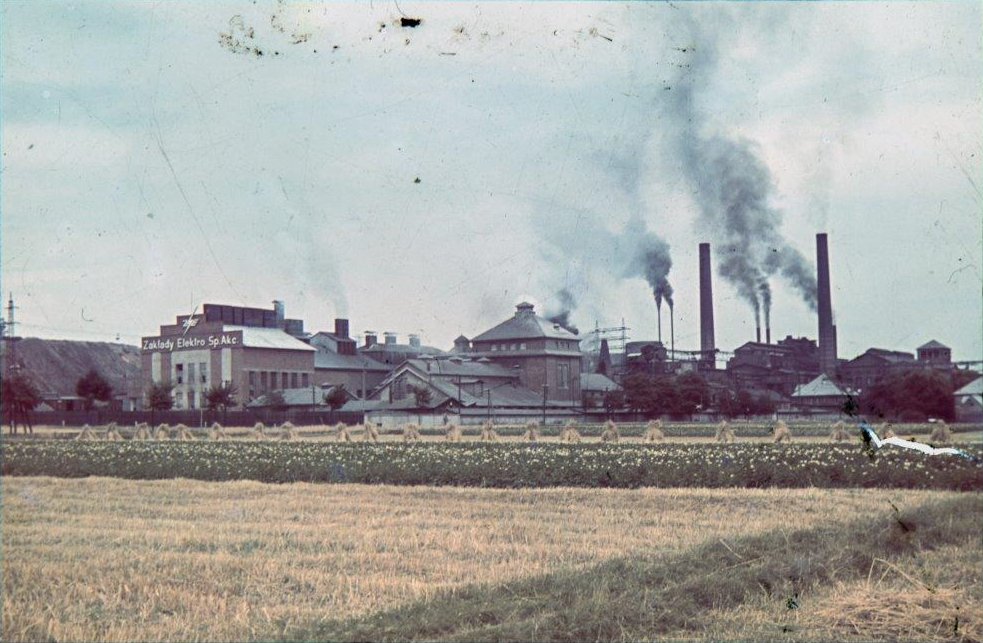
Elektrownia węglowa w Łaziskach Górnych w województwie śląskim w 1939 (fotografia barwna Agfacolor). Była to największa polska elektrownia w latach 1927-1953.

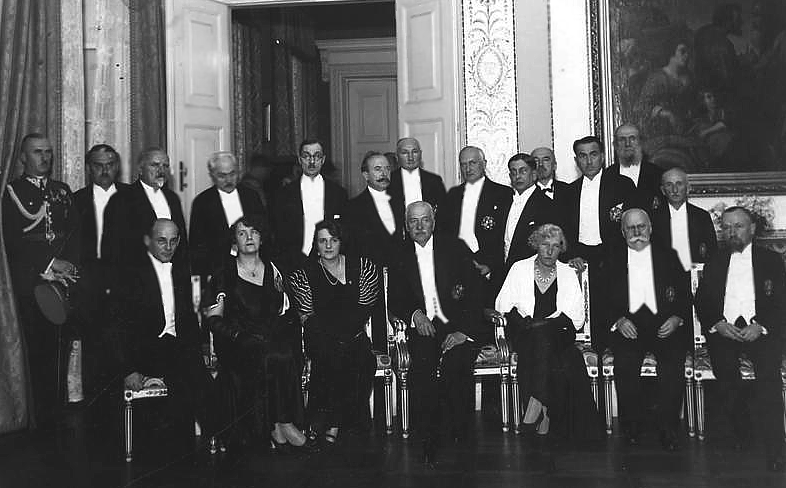
Inauguracyjna sesja Polskiej Akademii Literatury w 1933 roku z udziałem Prezydenta Rzeczypospolitej Polskiej Ignacego Mościckiego

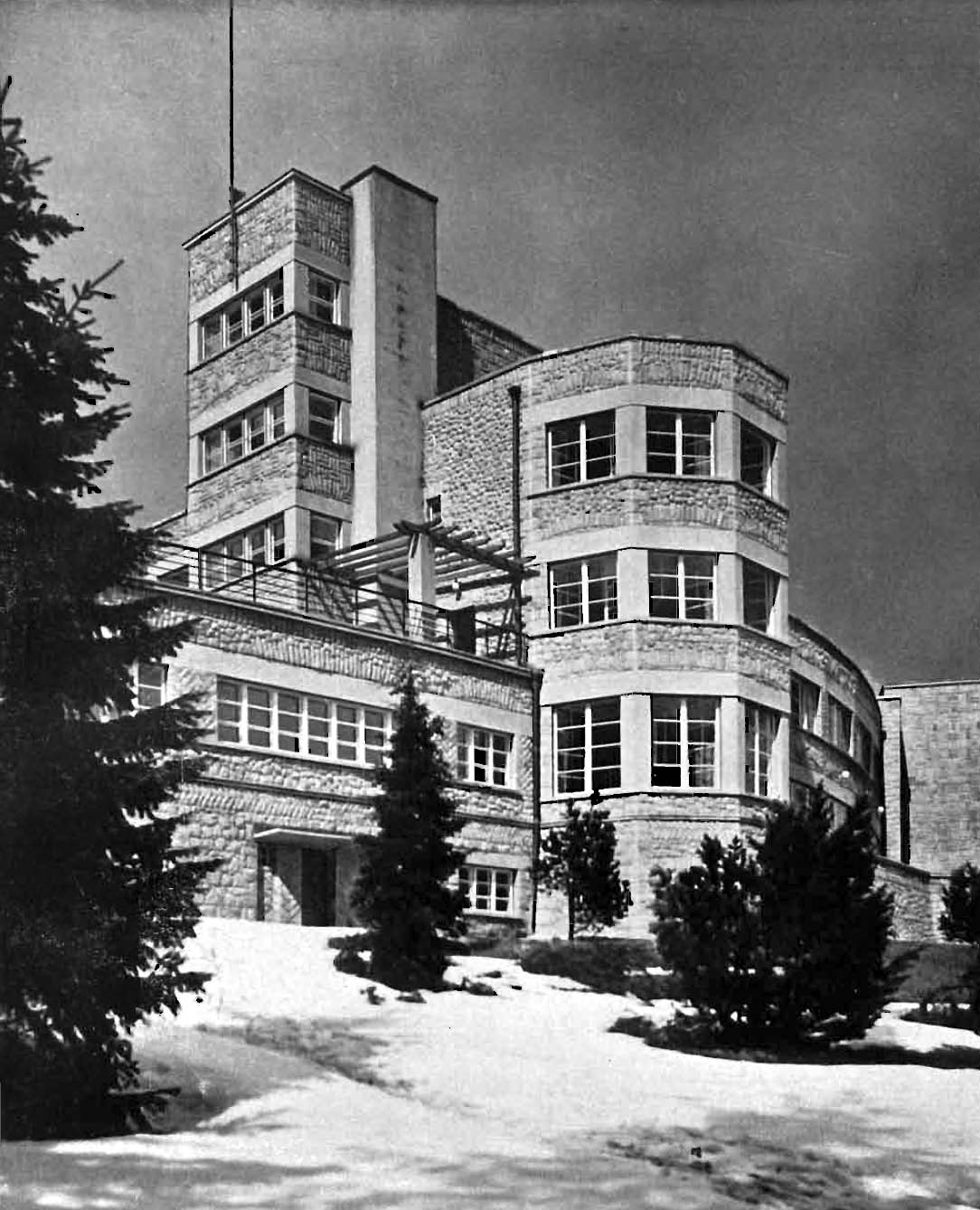
Zamek Prezydenta Rzeczypospolitej Polskiej w Wiśle, modernistyczny, wzniesiony w latach 1929–1930 według projektu Adolfa Szyszko-Bohusza dla prezydenta Rzeczypospolitej Polskiej Ignacego Mościckiego

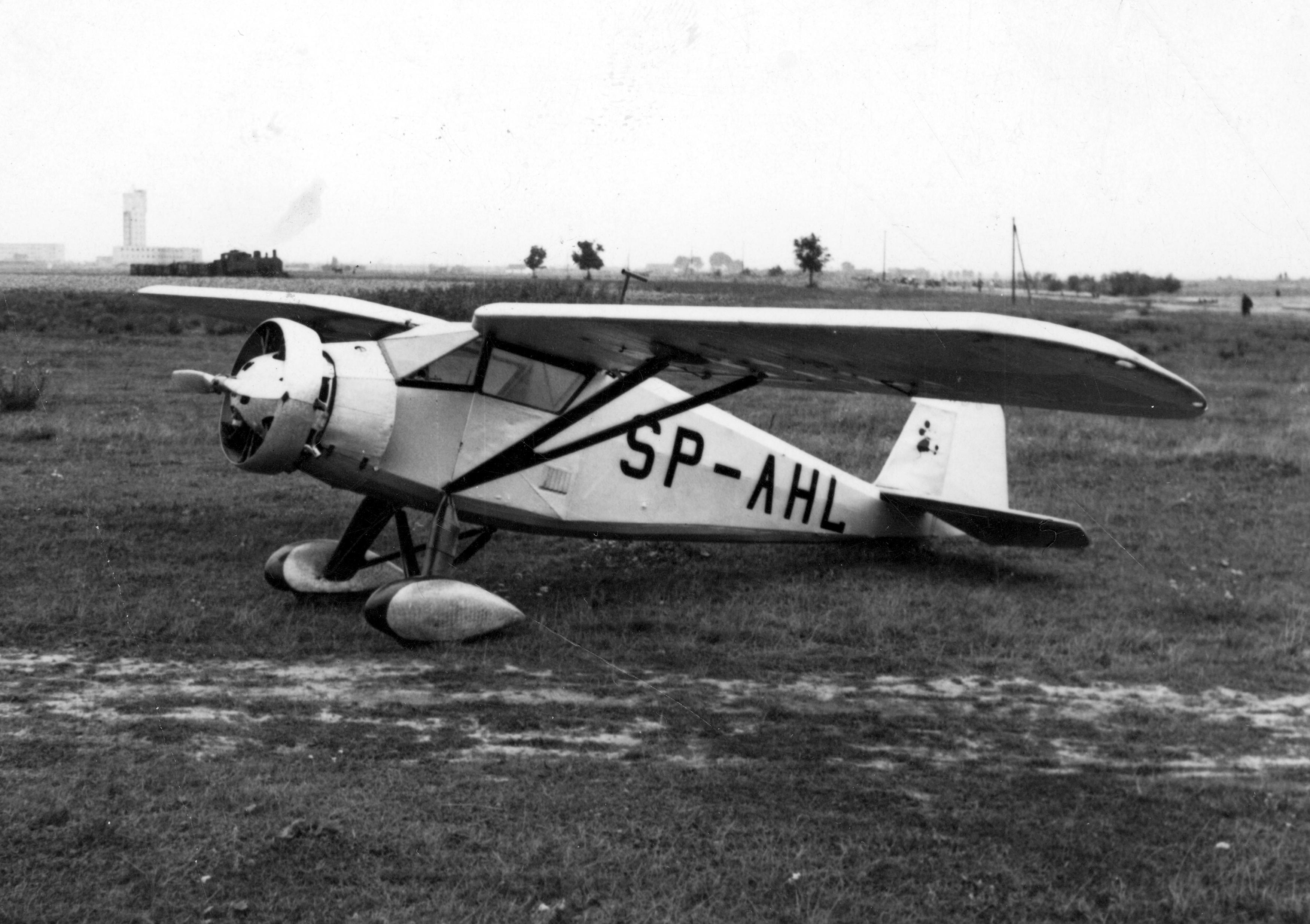
RWD-6, polski samolot turystyczno-sportowy, skonstruowany przez zespół konstrukcyjny RWD, na którym Franciszek Żwirko i Stanisław Wigura wygrali międzynarodowe zawody Challenge w 1932 roku

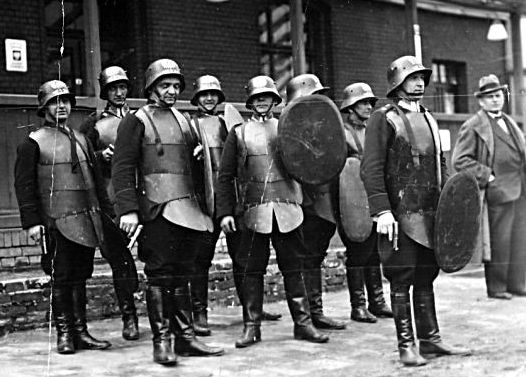
Oddział Policji Państwowej wyposażony w pancerze ochronne wraz z tarczami. Przeznaczone były w myśl instrukcji ogłoszonej w rozkazie KGPP nr 506 z dnia 27.09.1930 r. do zastosowania przy rewizjach podejrzanych lokali, przy zatrzymywaniu lub obezwładnianiu niebezpiecznych i uzbrojonych osobników oraz przy wchodzeniu do zamkniętych pomieszczeń w celu dokonania rewizji lub aresztowania.

Po obaleniu legalnego rządu II Rzeczpospolita uważana jest za państwo autorytarne. Pozycje ministerialne, stanowiska w armii, administracji państwowej, policji otrzymywali zaufani współpracownicy Piłsudskiego z czasów I wojny światowej i działalności w PPS. W dwa miesiące po przewrocie majowym parlament uchwalił poprawkę do konstytucji marcowej zwaną nowelą sierpniową. Dawała ona większe uprawnienia władzy wykonawczej. Na polecenie Józefa Piłsudskiego w 1928 roku Walery Sławek powołał Bezpartyjny Blok Współpracy z Rządem (BBWR) w celu budowy ponadpartyjnego obozu politycznego. W struktury stronnictwa wstąpiło wiele ugrupowań społecznych i politycznych, jak również wybitnych osobistości (konserwatyści, liberałowie, socjaliści, ludowcy, a nawet byli członkowie ND). W wyborach w 1928 BBWR stał się największym klubem w parlamencie, nie uzyskując jednak samodzielnej większości parlamentarnej.
Stabilizacja polityczna rządów pomajowych sprzyjała ożywieniu gospodarczemu lat 1926–1929.
W 1929 roku w Wiedniu powstała Organizacja Ukraińskich Nacjonalistów z połączenia Ukraińskiej Organizacji Wojskowej i mniejszych organizacji ukraińskich nacjonalistów integralnych. OUN była nielegalną organizacją nacjonalistyczną zmierzającą do oderwania przemocą części terytorium II RP. Stosowała sabotaż wobec mienia państwowego i osób prywatnych, ekspropriacje i zabójstwa polityczne. W 1930 doszło do tzw. drugiego wystąpienia UWO – akcji sabotażowej w województwach południowo-wschodnich. Zamachy OUN skierowane były przede wszystkim przeciw Ukraińcom opowiadającym się za współpracą z państwem polskim i wysokim urzędnikom II RP, zwolennikom współpracy z Ukraińcami. Celem była eskalacja wzajemnej przemocy państwa polskiego i mniejszości ukraińskiej. W 1930 OUN dokonała zabójstwa Tadeusza Hołówki, wiceprezesa BBWR, zwolennika polityki asymilacji państwowej i liberalnej polityki narodowościowej, w czerwcu 1934 OUN dokonał zamachu na ministra spraw wewnętrznych Bronisława Pierackiego. W 1933 został zastrzelony urzędnik konsulatu ZSRR we Lwowie Aleksiej Majłow (faktycznie funkcjonariusz wywiadu sowieckiego), oficjalnie w proteście przeciw Hołodomorowi na terytorium USRR. Po zabójstwie Pierackiego został utworzony Obóz w Berezie Kartuskiej, gdzie przetrzymywano na podstawie decyzji administracyjnej członków ONR, KPP i OUN. Ludność ukraińską w odpowiedzi na akty terroru nacjonalistów poddano represjom. Represjom poddano też po raz kolejny Białorusinów. Prowadzona była akcja rewindykacji cerkwi prawosławnych. Socjalistyczna partia białoruska Hromada w 1927 roku została rozbita przez policję. Od lat 30. i przejęciu władzy przez Hitlera w Polsce o poparcie Niemców zabiegała działająca od 1935 roku polska sekcja NSDAP.
Obóz rządzący dokonał poszerzenia bazy rządzenia o środowiska ziemiańsko-konserwatywne, odbierając ich poparcie dla Narodowej Demokracji. W wyborach parlamentarnych w 1928 zwycięstwo odniósł Bezpartyjny Blok Współpracy z Rządem – organizacja świeżo powołana przez obóz piłsudczyków dla celów wyborczych. BBWR otrzymał poparcie blisko 2400 tys. wyborców (21% głosów oddanych, 125 mandatów sejmowych), PPS – 1481 tys. wyborców (13% głosów, 64 mandaty) i Blok Mniejszości Narodowych – 1438 tys. wyborców (12,6,% głosów, 55 mandatów). Wynik wyborów wobec rozdrobnienia parlamentu uniemożliwiał stworzenie stabilnej większości parlamentarnej, ponadto obóz rządowy dążył do utrzymania systemu rządów pozaparlamentarnych. Na przełomie 1928 i 1929 roku PPS, PSL „Wyzwolenie”, PSL „Piast”, Stronnictwo Chłopskie oraz Chrześcijańska Demokracja zawiązały porozumienie o nazwie Centrolew. Opozycją dla rządów sanacji był również założony przez Romana Dmowskiego Obóz Wielkiej Polski (OWP) – masowa organizacja obozu narodowego, znajdującego się na prawicy polskiego spektrum politycznego. Po kilku latach od jego utworzenia do OWP należało już ok. 200 tys. członków. OWP zdelegalizowano w 1932 roku.
W czerwcu 1930 roku w Krakowie partie Centrolewu organizują Kongres Obrony Prawa i Wolności Ludu. Podczas 30-tysięcznej demonstracji zapowiadano obalenie rządów sanacji. Józef Piłsudski nakazał rozwiązanie parlamentu oraz aresztowanie przywódców marszu w Krakowie, wśród nich Wincentego Witosa. Aresztowanych osadzono w twierdzy w Brześciu nad Bugiem, gdzie byli bici i poniżani. W październiku 1931 roku 11 z 19 osadzonych postawiono zarzut próby przejęcia władzy siłą. Skazano ich na kary więzienia od 1,5 do 3 lat. Część z nich udała się na emigrację. Na znak protestu przeciwko łamaniu prawa demokratyczne i liberalne środowiska BBWR opuściły ugrupowanie. Podczas pobytu w więzieniu przywódców Centrolewu odbyły się wybory brzeskie, w których bezwzględną większość uzyskał BBWR. Na listy BBWR oddano 46,7% głosów (249 mandatów sejmowych), na listy bloku wyborczego Centrolewu 17,3% głosów (79 mandatów sejmowych), na listy Stronnictwa Narodowego 12,7% głosów (63 mandaty sejmowe). W trakcie kampanii wyborczej ze strony rządowej doszło do wielu nadużyć formalnych i zakłócania akcji ugrupowań opozycyjnych. Głównym ich przykładem był brak rejestracji przez komisje wyborcze niektórych list okręgowych. Istotne było również aresztowanie w czasie przerwy międzykadencyjnej wybitnych parlamentarzystów opozycyjnych (nie chronionych wówczas immunitetem) i kampania wyborcza BBWR prowadzona pod hasłem konsolidacji wokół rządu w obliczu haseł rewizji granicy z Polską w Republice Weimarskiej i wystąpienia sabotażowego UWO w Małopolsce Wschodniej.
25 lipca 1932 roku Polska zawarła pakt o nieagresji z ZSRR. Obie strony wyrzekły się wojny. Pakt przewidywał neutralność w wypadku napaści na jedno z państw na 25 lat. W styczniu 1934 roku podpisano w Berlinie deklarację o niestosowaniu przemocy z Niemcami. Miała ona obowiązywać na okres dziesięciu lat.
W 1934 roku Polska wypowiedziała traktat mniejszościowy, w obawie, że po wstąpieniu do Ligi Narodów Związek Radziecki mógłby go wykorzystywać przeciwko niej.

## Polska w latach 1935–1939

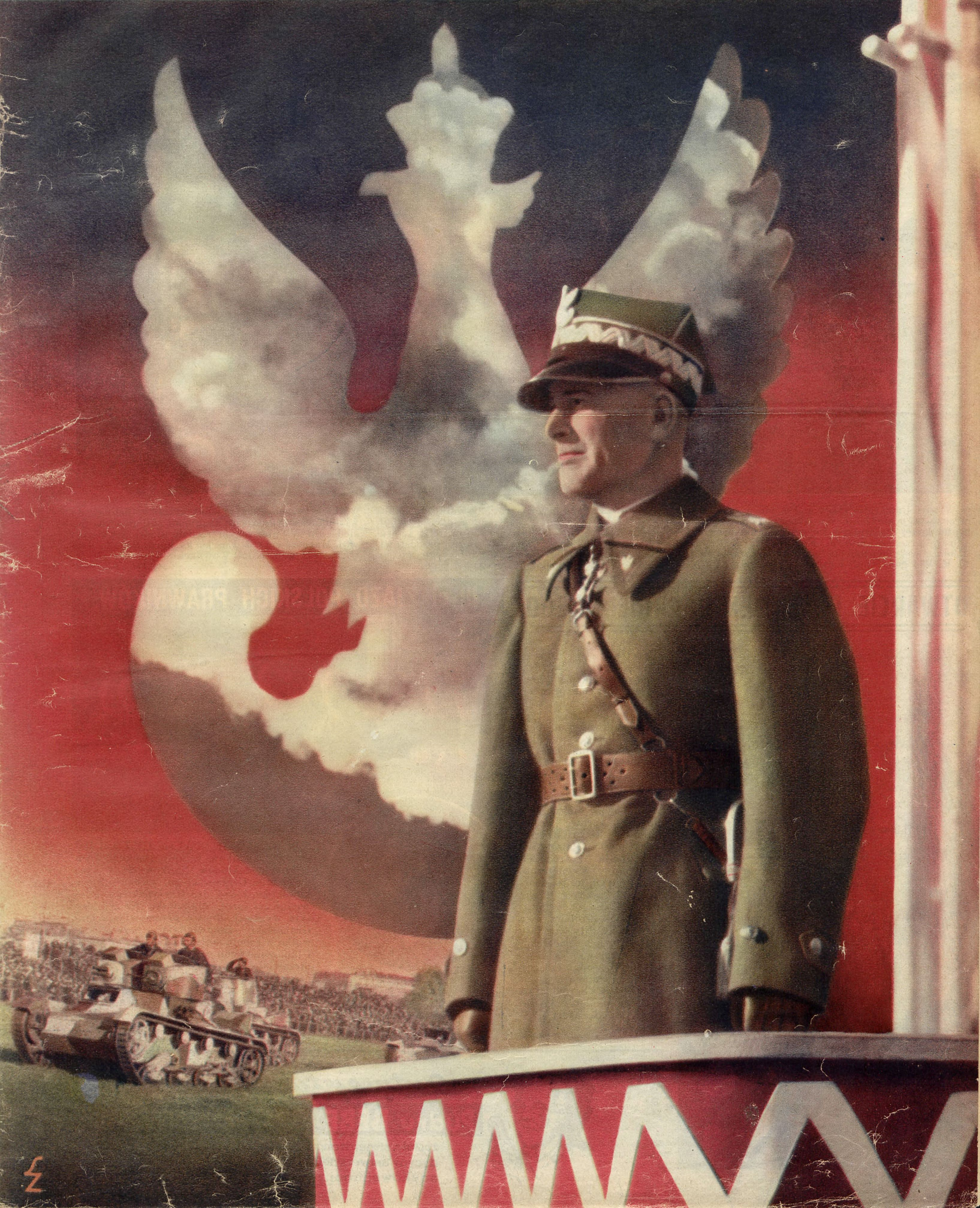
Generalny Inspektor Sił Zbrojnych Rzeczypospolitej Polskiej, marszałek Edward Rydz-Śmigły, plakat z 1936 roku

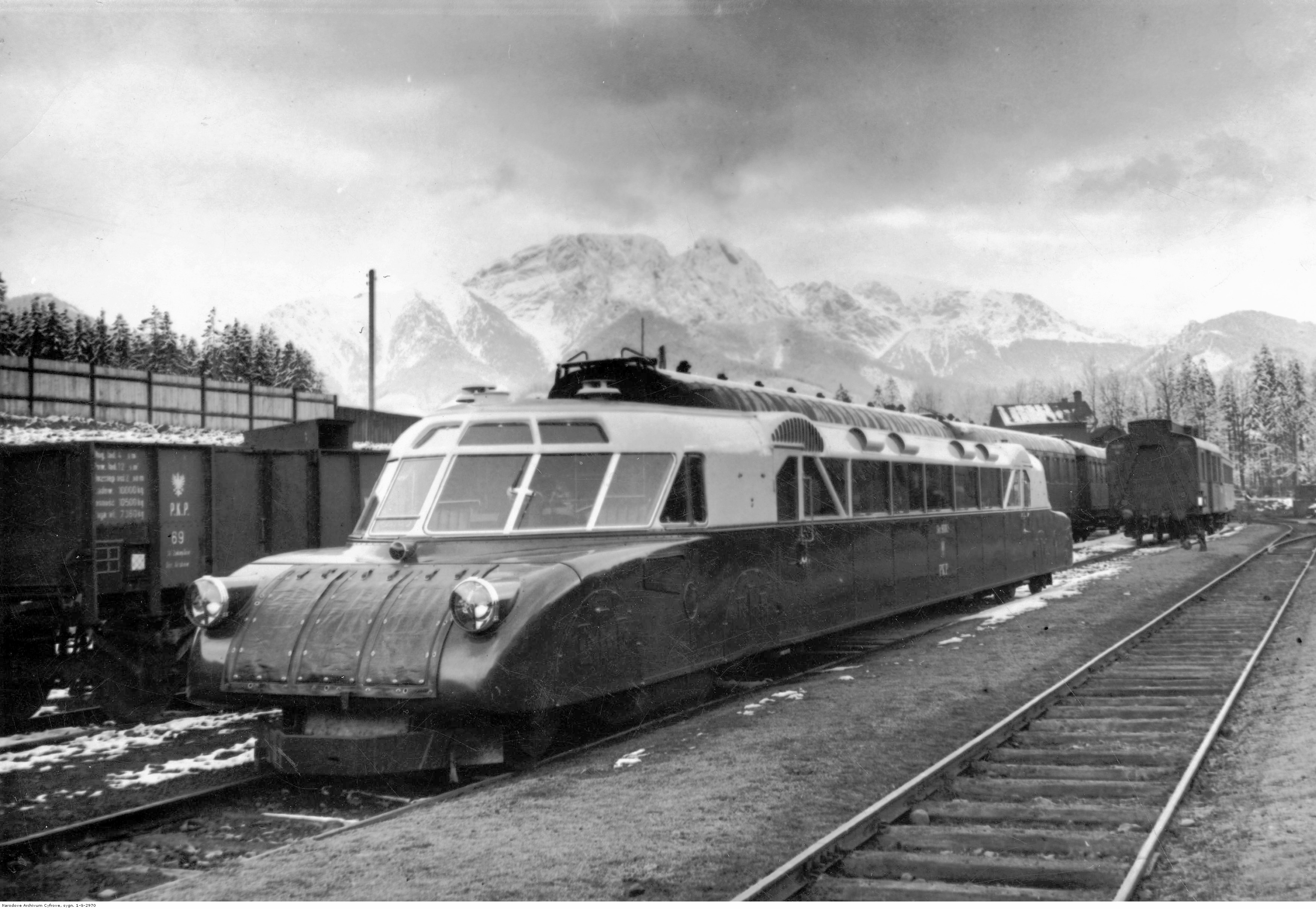
Luxtorpeda w Zakopanem w 1936 roku, wagon kolei szybkiej, zbudowany w polskich zakładach Fablok w Chrzanowie

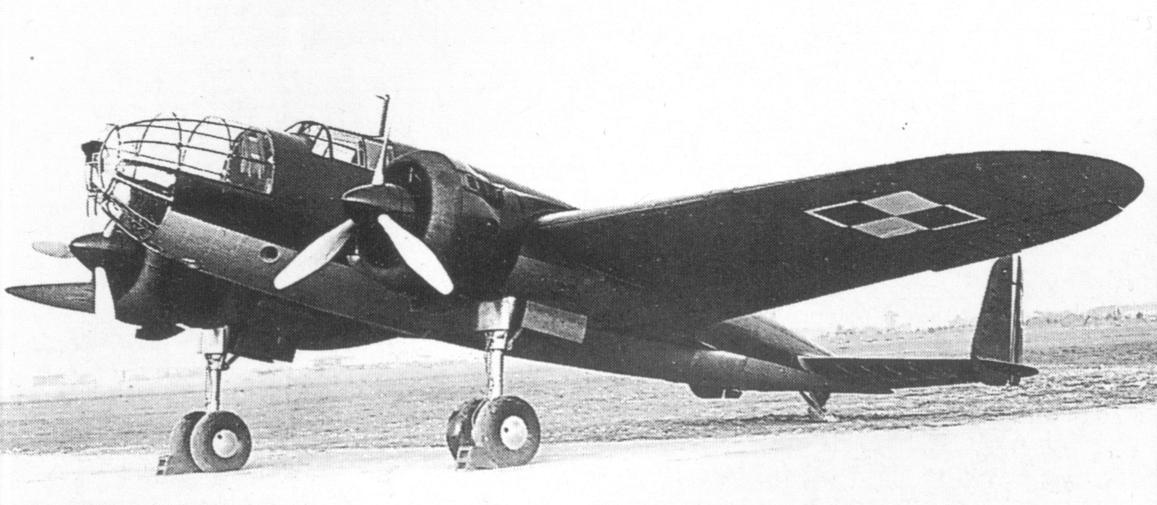
PZL.37 Łoś, bombowiec konstrukcji polskiej, zbudowany w Państwowych Zakładach Lotniczych (PZL) w 1936 roku

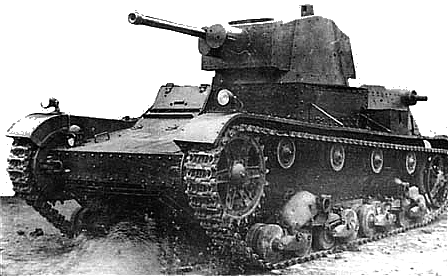
7TP, polski czołg lekki, zbudowany w Państwowych Zakładach Inżynierii w 1935 roku

W 1935 roku zmarł Józef Piłsudski. Funkcję generalnego inspektora Sił Zbrojnych piastowaną dotychczas przez Marszałka objął Edward Rydz-Śmigły. BBWR rozwiązał jego założyciel Walery Sławek 30 października 1935 roku.
Po śmierci marszałka zmianie uległo położenie ludności żydowskiej. W latach 1935–1937 w pogromach zginęło 97 Żydów, a około 500 zostało rannych. Celem zajść były niejednokrotnie żydowskie sklepy. Związane to było z promowanym przez skrajną prawicę hasłem Swój do swego po swoje i bojkotem ekonomicznym Żydów. Bojkot ekonomiczny Żydów poparła część polskiego Kościoła w tym kardynał August Hlond. W obronie mniejszości żydowskiej występowała PPS. W 1937 roku na uczelniach wyższych wprowadzono numerus clausus. Po śmierci Piłsudskiego zaostrzono też politykę w stosunku do mniejszości prawosławnej. W 1935 roku zamknięto białoruskie cerkwie, szkoły, stowarzyszenia kulturalne.
Po śmierci marszałka Piłsudskiego władze II RP systematycznie zmierzały do polonizacji Ukraińców, w 1938 roku przeprowadzono akcję polonizacyjno-rewindykacyjną.
Na przełomie września i października 1938 roku, gdy Niemcy wysunęli żądania wobec Czechosłowacji, zostały one poparte przez Polskę ze skutkiem zajęcia utraconego w 1919 roku Zaolzia. Rzeczpospolita powiększyła się o 800 km² z zamieszkującą je 227-tysięczną ludnością. Społeczeństwo uznało to za akt dziejowej sprawiedliwości. Poparcie dla ministra Józefa Becka zadeklarowała nawet część posłów opozycji. Na zachodzie Europy wytworzył się obraz Polski jako agresora równego Niemcom.
24 października 1938 roku minister spraw zagranicznych III Rzeszy Joachim von Ribbentrop podczas rozmowy z ambasadorem polskim w Berlinie wysuwa propozycje „generalnego uporządkowania” stosunków polsko-niemieckich. Zakładała ona powrót w granicę Rzeszy Wolnego Miasta Gdańska oraz budowę eksterytorialnej autostrady i linii kolejowej łączącej Prusy Wschodnie z Rzeszą. W zamian zaoferowano przedłużenie deklaracji o nieagresji na 25 lat. Propozycję odrzucono. 28 kwietnia Niemcy wypowiedzieli pakt o nieagresji. 5 maja 1939 roku Józef Beck wygłosił w Sejmie swoje słynne przemówienie:
„Słyszę żądanie aneksji Gdańska do Rzeszy, z chwilą, kiedy na naszą propozycję, złożoną dn. 26 marca wspólnego gwarantowania istnienia i praw Wolnego Miasta nie otrzymuję odpowiedzi, a natomiast dowiaduję się następnie, że została ona uznana za odrzucenie rokowań – to muszę sobie postawić pytanie, o co właściwie chodzi? Czy o swobodę ludności niemieckiej Gdańska, która nie jest zagrożona, czy o sprawy prestiżowe, czy też odepchnięcie Polski od Bałtyku, od którego Polska odepchnąć się nie da! (...)Pokój jest rzeczą cenną i pożądaną. Nasza generacja, skrwawiona w wojnach, na pewno na pokój zasługuje. Ale pokój, jak prawie wszystkie sprawy tego świata, ma swoją cenę wysoką, ale wymierną. My w Polsce nie znamy pojęcia pokoju za wszelką cenę. Jest jedna tylko rzecz w życiu ludzi, narodów i państw, która jest bezcenna. Tą rzeczą jest honor.”
31 marca premier Wielkiej Brytanii ogłosił, że w razie zagrożenia niepodległości Polski, zostanie udzielone jej poparcie. Podobną deklarację wysunął premier francuski. III Rzesza rozpoczęła przygotowania do agresji na Polskę, jednocześnie wiosna i lato 1939 były okresem gorączkowej aktywności dyplomatycznej mocarstw europejskich. 23 sierpnia 1939 III Rzesza i ZSRR zawarły układ, znany od nazwisk sygnatariuszy paktem Ribbentrop-Mołotow, formalnie układ o nieagresji, faktycznie porozumienie rozbiorowe obu państw totalitarnych dotyczące podziału stref wpływów na terenie Europy Środkowo-Wschodniej i podziału między siebie terytoriów państw znajdujących się między III Rzeszą a ZSRR, w tym przede wszystkim Polski. 25 sierpnia podpisano układ o wzajemnej pomocy między Wielką Brytanią a Polską. 1 września 1939 III Rzesza dokonała agresji na Polskę, bez oficjalnego wypowiedzenia wojny. 3 września 1939 po bezskutecznym upływie terminu ultimatum wycofania Wehrmachtu z Polski Wielka Brytania i Francja wypowiedziały wojnę Niemcom, nie podejmując jednak faktycznych działań wojennych na korzyść zaatakowanego sojusznika. Po agresji ZSRR na Polskę, wieczorem 17 września zagrożeni natarciem sił pancernych Armii Czerwonej rząd RP z premierem Felicjanem Sławojem Składkowskim, prezydent Ignacy Mościcki oraz generalny inspektor Sił Zbrojnych Edward Rydz-Śmigły ewakuowali się przez nadgraniczne Kuty do Rumunii, gdzie zostali internowani. Granicę polsko-węgierską i polsko-rumuńską przekroczyli liczni uchodźcy cywilni i znajdujące się na terenie przedmościa rumuńskiego oddziały Wojska Polskiego, ratując się przed niewolą sowiecką. 28 września skapitulowała Warszawa, a 6 października ostatnie polskie ugrupowanie operacyjne – Samodzielna Grupa Operacyjna Polesie. Całe terytorium państwa zostało okupowane przez Wehrmacht i Armię Czerwoną, a agresorzy w zawartym między sobą 28 września w Moskwie traktacie o granicach i przyjaźni ogłosili deklarację o zaprzestaniu istnienia państwa polskiego. Teza ta nie była uznawana międzynarodowo przez cały okres II wojny światowej.
27 września 1939 w oblężonej Warszawie powołano Służbę Zwycięstwu Polski, organizację zbrojną, zaczątek Polskiego Państwa Podziemnego. 30 września 1939 internowany w Rumunii prezydent Ignacy Mościcki, na mocy prerogatyw art. 24 konstytucji kwietniowej mianował na swego następcę na czas wojny Władysława Raczkiewicza, a następnie zrzekł się urzędu. Nowy Prezydent RP powołał na premiera gen. Władysława Sikorskiego, który utworzył gabinet koalicyjny złożony z przedstawicieli dotychczasowych stronnictw opozycyjnych (SL, PPS, SP, SN) i sanacji. Ciągłość państwa polskiego wbrew intencjom agresorów została zachowana.

## Ustawy zasadnicze

### Mała konstytucja
Mała konstytucja została uchwalona przez Sejm Ustawodawczy powołany na mocy dekretu Tymczasowego Naczelnika Państwa z 28 listopada 1918 roku. 20 lutego 1919 roku uchwalono tak zwaną Małą konstytucję. Określała ona zakres działania i model funkcjonowania państwa do momentu uchwalenia Konstytucji marcowej. II Rzeczpospolita stała się państwem demokratycznym, władzą naczelną był Sejm Ustawodawczy, a Naczelnik Państwa przedstawicielem oraz wykonawcą uchwał. Sprawował również dowództwo nad siłami zbrojnymi, po uzgodnieniach z Sejmem powoływał rząd i wraz z nim ponosił odpowiedzialność polityczną. Akty państwowe wymagały kontrasygnaty właściwego ministra.

### Konstytucja marcowa (1921)
Nowa ustawa zasadnicza, zwana Konstytucją marcową została uchwalona 17 marca 1921 roku. Główną rolę w opracowaniu konstytucji miała Narodowa Demokracja oraz zbliżone do niej partie prawicowe. Ustawę wzorowano na konstytucji francuskiej z 1875 roku.
Władza ustawodawcza:
- władza zwierzchnia należy do narodu,
- powierzona Sejmowi i Senatowi,
- równoległa pięcioletnia kadencja posłów i senatorów,
- wybierana w wyborach pięcioprzymiotnikowych,
- w skład Sejmu wchodziło 444 posłów, a w skład Senatu 111 senatorów,
- inicjatywa ustawodawcza przysługiwała rządowi i posłom,
- Senat miał prawo wnosić poprawki, które Sejm mógł odrzucić większością głosów,
- niewielka rola Senatu.

Władza prezydenta:
- wybierany na siedmioletnią kadencję przez Zgromadzenie Narodowe,
- powoływał i odwoływał rząd, jednak musiał liczyć na większościowe poparcie Sejmu w tej sprawie,
- obsadzał wyższe urzędy cywilne i wojskowe,
- był zwierzchnikiem sił zbrojnych, lecz podczas wojny nie mógł pełnić funkcji naczelnego wodza,
- zawierał umowy międzynarodowe,
- wypowiadał wojnę i zawierał pokój za zgodą Sejmu,
- wydawane akty prawne wymagały podpisu premiera i odpowiedniego ministra,
- ograniczona rola prezydenta.

Władza rządu:
- decydował o kierunku polityki państwa,
- zarówno cały rząd, jak i poszczególni ministrowie mogli być odwoływani zwykłą większością głosów,
- słaba pozycja władzy wykonawczej.

Władza sądownicza – niezawisłe sądy.
Prawa obywatelskie:
- równość wobec prawa;
- ochrona życia, wolności i mienia;
- wolność słowa i prasy;
- gromadzenie się oraz zawiązywanie stowarzyszeń i zrzeszeń;
- wolność sumienia i wyznania;
- mniejszościom narodowym: zachowywanie swojej narodowości; pielęgnowanie mowy i własności narodowych; tworzenie własnych związków autonomicznych w obrębie samorządu powszechnego; zakładanie szkół, zakładów wychowawczych, społecznych i dobroczynnych;
- ochrona pracy;
- ubezpieczenia społeczne;
- bezpłatna nauka w szkołach państwowych i samorządowych;
- zakaz wykonywania pracy przez dzieci poniżej 15 roku życia.

### Nowela sierpniowa (1926)
Poprawka do Konstytucji marcowej z 2 sierpnia 1926 roku zakładała nadanie uprawnień prezydentowi w kwestii rozwiązania sejmu i senatu oraz wydawania dekretów z mocą ustawy. Ograniczono prawo Sejmu do zgłaszania wotum nieufności wobec rządu.

### Konstytucja kwietniowa (1935)
Konstytucja kwietniowa została uchwalona 23 kwietnia 1935 roku przez BBWR bez udziału opozycji. Zakładała przede wszystkim zwiększenie roli prezydenta kosztem sejmu. Konstytucja ta de facto legalizowała ukształtowany w latach 1926–1930 system rządów autorytarnych.
Władza prezydenta:
- odpowiedzialny za losy państwa przed Bogiem i historią;
- zwierzchnik: rządu, sejmu, senatu, sił zbrojnych, sądów i organów kontroli państwowej;
- mianował i odwoływał: prezesa Rady Ministrów, pierwszego prezesa Sądu Najwyższego, prezesa Najwyższej Izby Kontroli, Naczelnego Wodza oraz Generalnego Inspektora Sił Zbrojnych;
- powoływał trzecią część senatu;
- mógł rozwiązać parlament przed upływem kadencji;
- miał prawo weta wobec ustaw sejmowych;
- wybierany przez Zgromadzenie Elektorów[31].

Władza ustawodawcza:
- funkcja opiniodawcza i kontrolna,
- senat zatwierdzał uchwały sejmu, wnosił poprawki do projektów ustaw.
- niska pozycja sejmu.